# Livro das Fortalezas

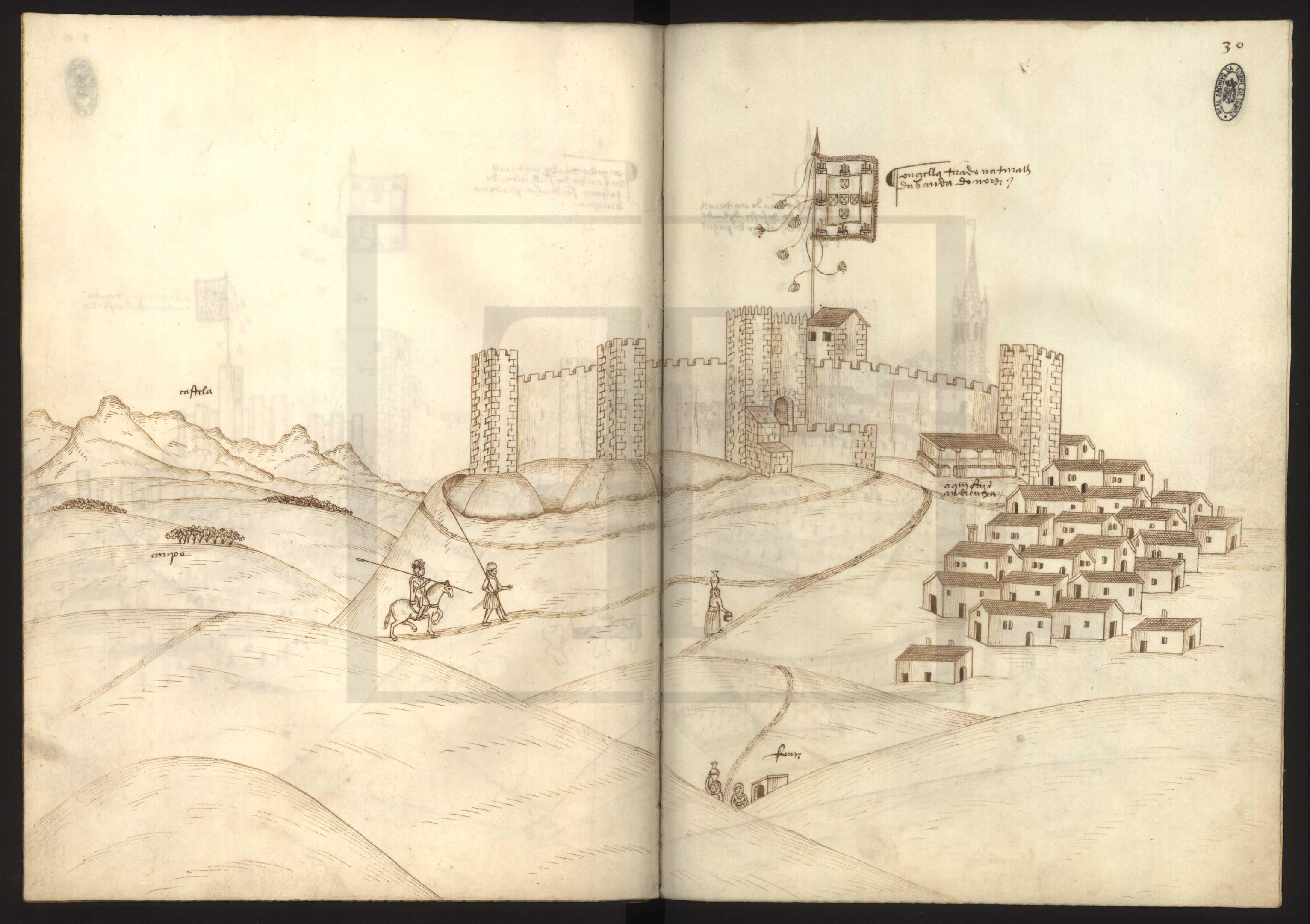
O castelo e a vila de Ouguela. Duarte de Armas (a cavalo) e o seu criado chegam ao castelo, enquanto algumas mulheres da vila vão a uma fonte buscar água. Além do castelo vêem-se campos, e ao longe, Castela. In Livro das Fortalezas

O Livro das Fortalezas é um manuscrito quinhentista de autoria de Duarte de Armas, executado em 1509-1510 por iniciativa do Rei D. Manuel I. A obra contém desenhos de, ao todo, 56 castelos fronteiriços do Reino de Portugal, bem como o castelo de Barcelos e o palácio de Sintra, que foram pessoalmente visitados pelo autor para o propósito.
Um livro verdadeiramente sui generis, com poucos paralelos a nível internacional, é uma valiosa fonte para o estudo da cartografia e antiga arquitetura militar de Portugal.

## História

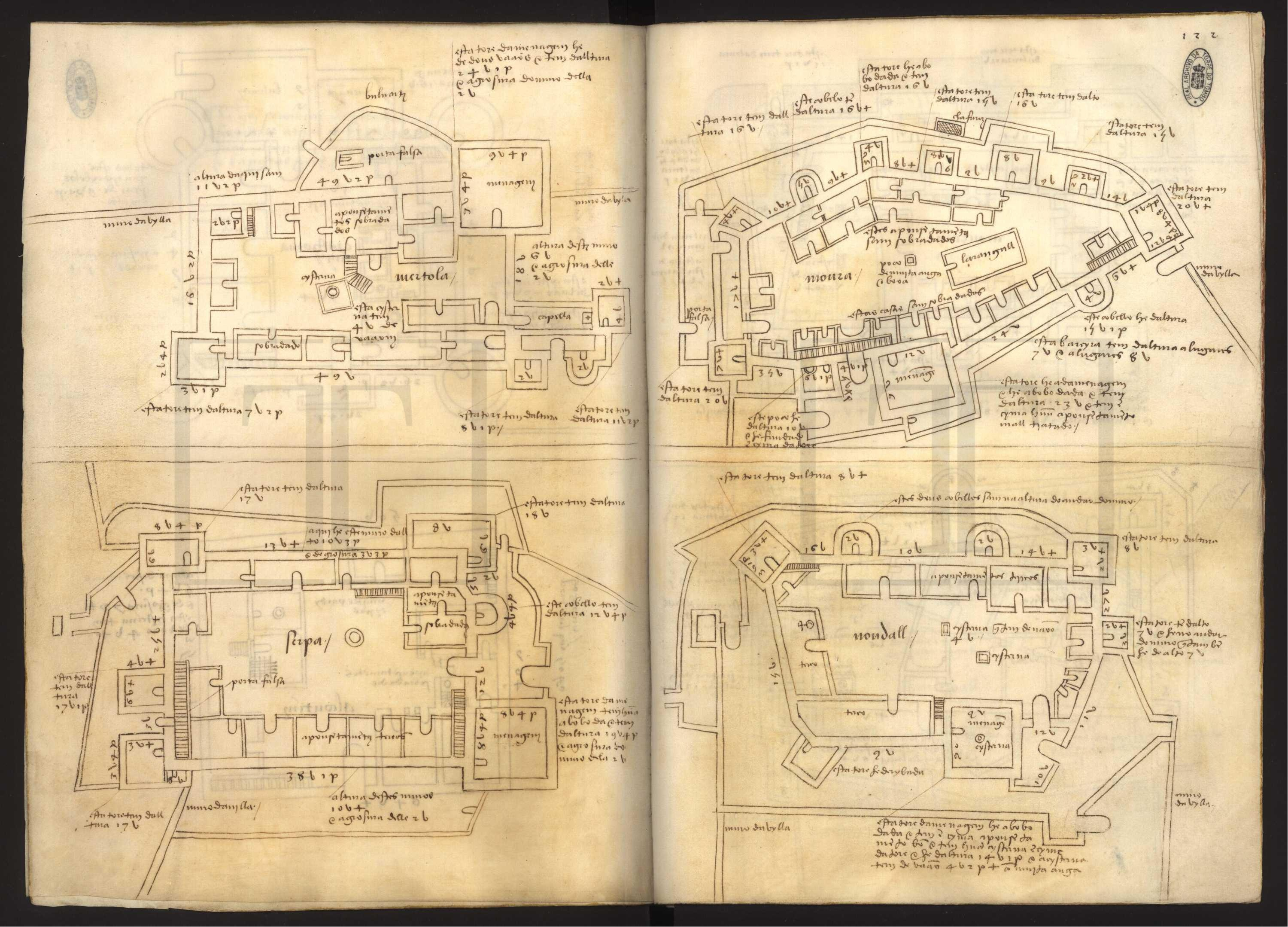
As "plantaformas" dos castelos de Mértola, Serpa, Moura, e Noudar

D. Manuel I (1495-1521) realizou vasta obra para centralizar e modernizar o governo de Portugal. Entre as mais importantes reformas, destacam-se as publicações das Ordenações Manuelinas, a elaboração da chamada Leitura Nova e a reforma dos forais que resultou em 596 novos forais em todo o reino. Noutro campo, o monarca decretou a execução do Livro do Armeiro-Mor, da Sala de Sintra e do Livro da Nobreza e Perfeiçam das Armas, para regulamentar o uso de armas heráldicas no reino e tornar manifesta a vontade do soberano como fonte da honra.
O Livro das Fortalezas insere-se nesta corrente centralizadora e reformadora. O monarca incumbiu Duarte de Armas, escudeiro da Casa Real, de vistoriar as fortificações lindeiras com Castela, desejando inteirar-se do estado de conservação das mesmas. Duarte de Armas, acompanhado de um criado a pé, percorreu a cavalo a maioria das povoações acasteladas da fronteira, elaborando esboços em papel (debuxos) com as suas panorâmicas (ao menos duas por povoação, tiradas de diferentes direções) e as plantas dos respetivos castelos, nelas indicando os trechos mais arruinados, onde obras se faziam mais necessárias.
A pesquisa contemporânea aponta o início da primavera de 1509 como a data de início da viagem de trabalho em Castro Marim, até à sua conclusão, sete meses mais tarde, em setembro, em Caminha. Foram visitadas nesse percurso 56 povoações/castelos. No regresso a Lisboa, foram visitadas ainda Barcelos e Sintra. Tendo coligido o material, o autor organizou um códice de dois volumes, concluídos em março de 1510.

## Características

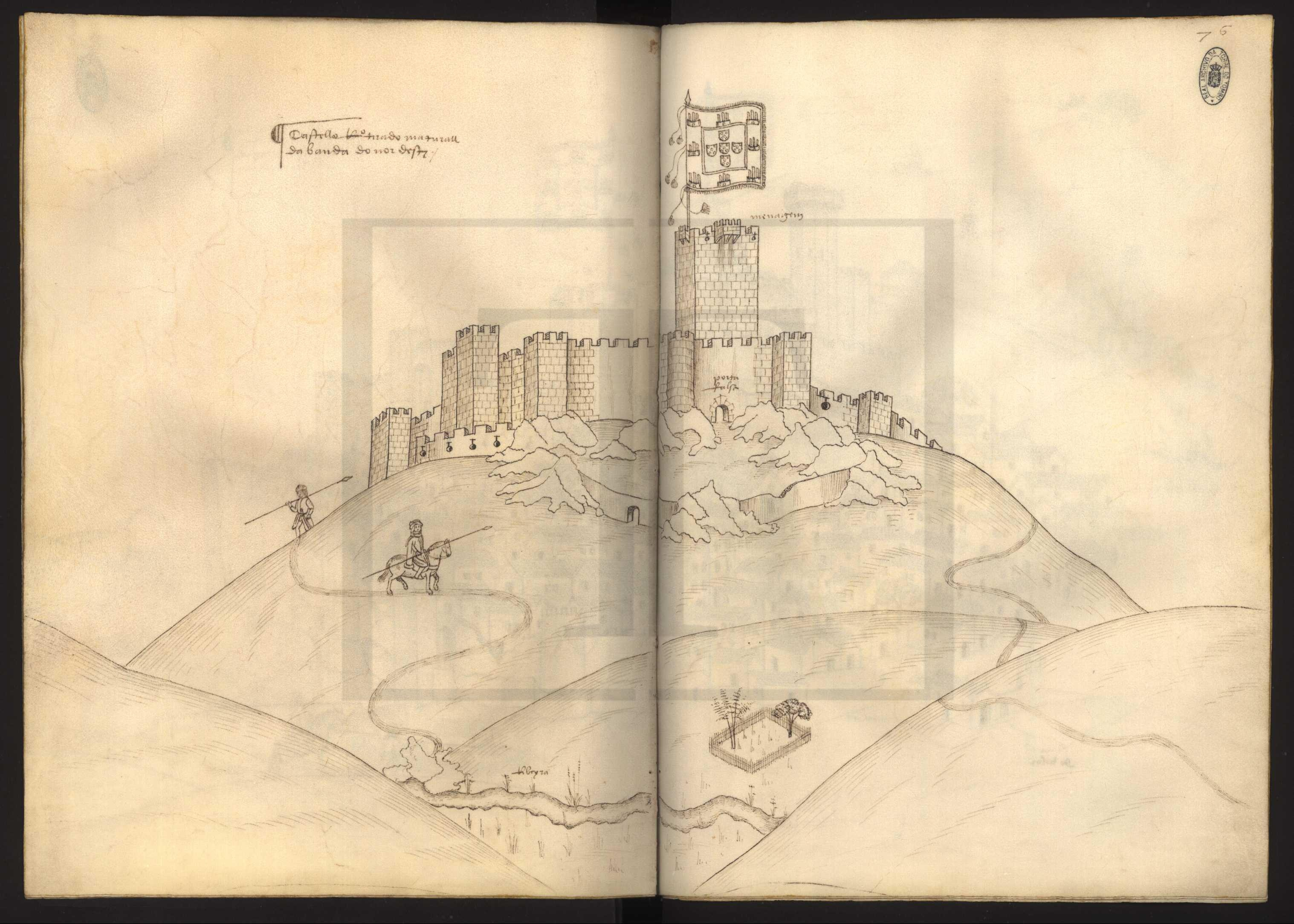
O castelo de Castelo Rodrigo, visto "da banda do nordeste", com Duarte da Armas e o criado a descer a colina

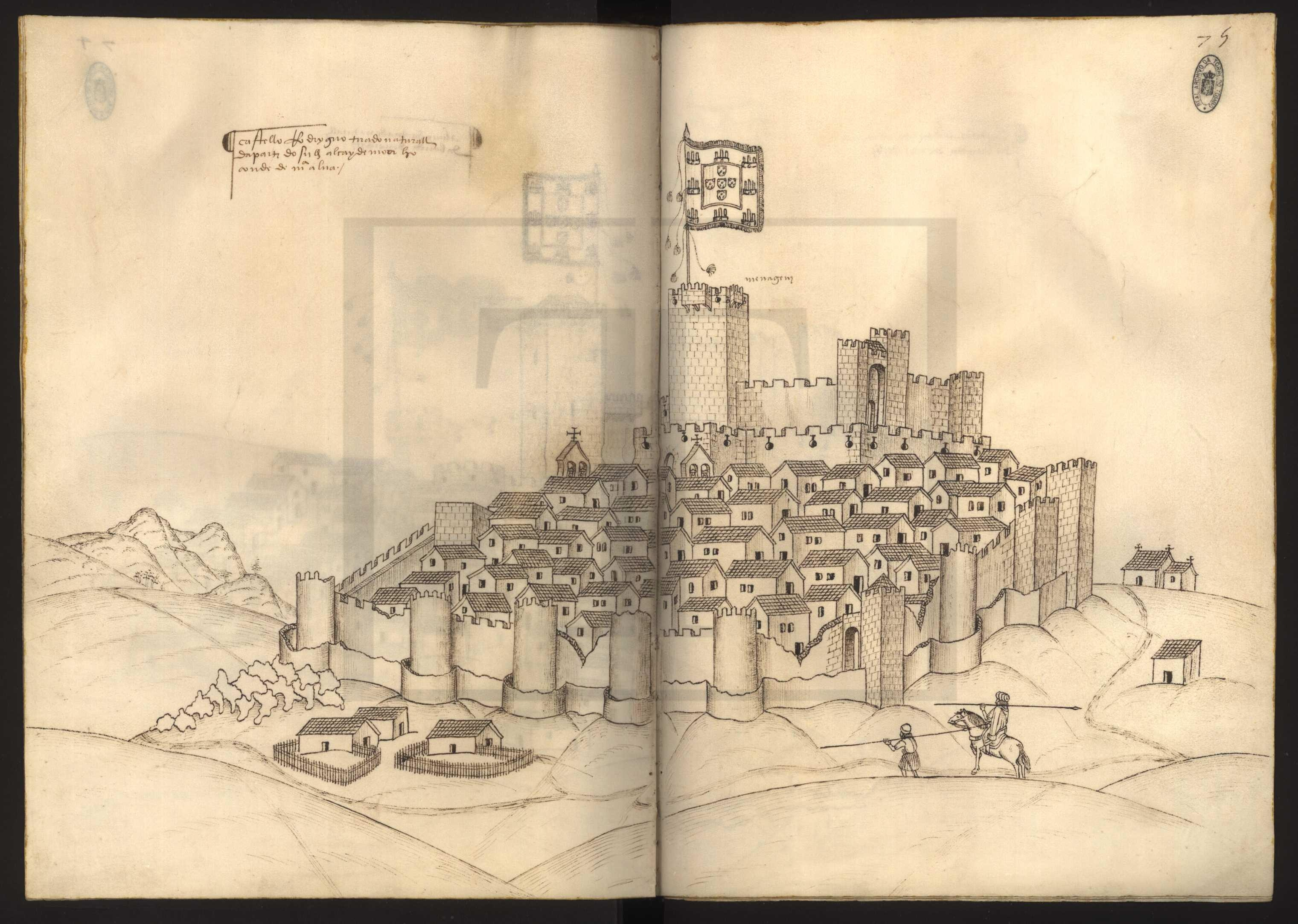
O castelo e vila de Castelo Rodrigo, vistos "da parte do sul"

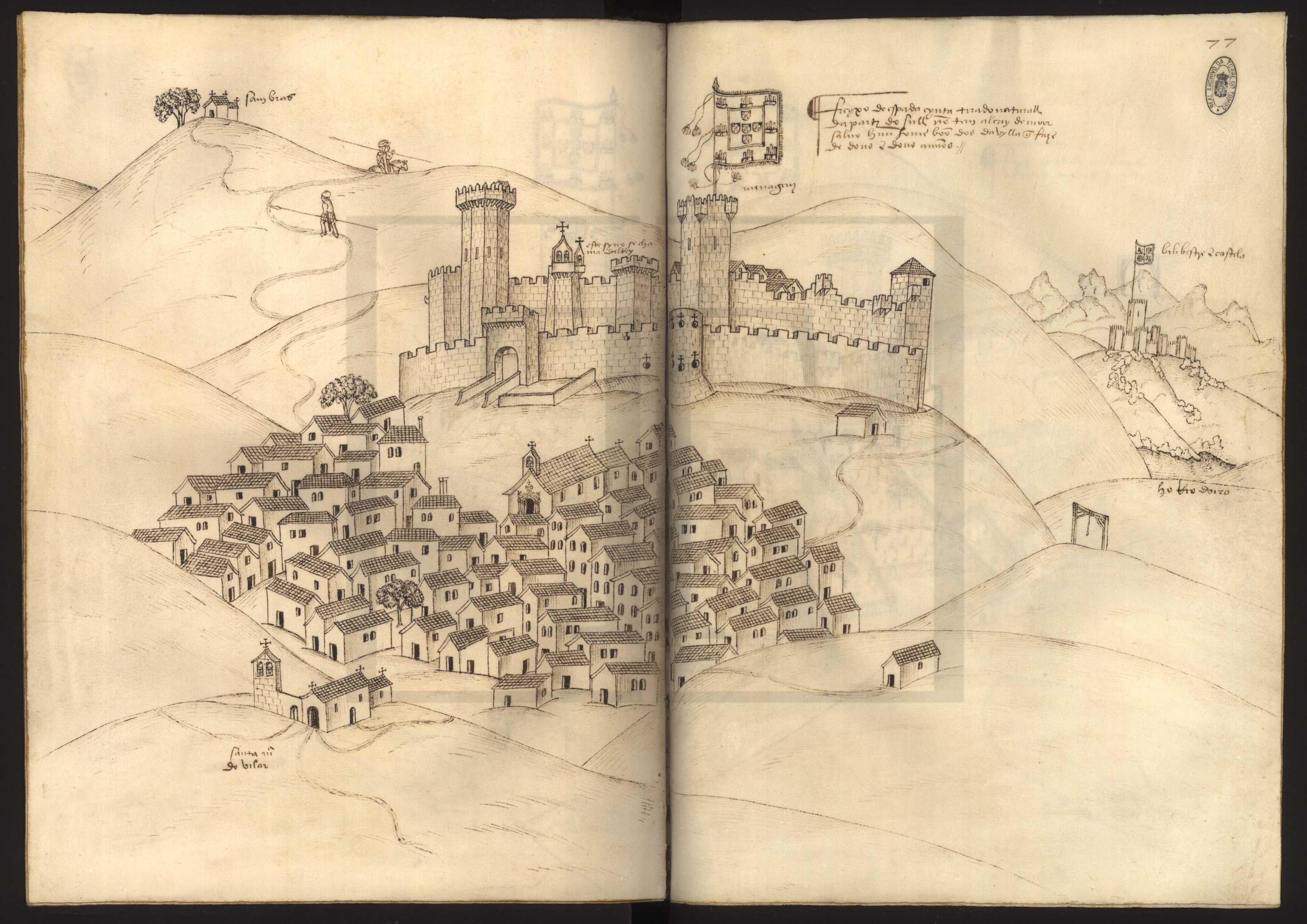
Freixo de Espada à Cinta, com Duarte de Armas e o seu criado a caminho

Os dois volumes da obra de Duarte de Armas viriam a ser conhecidos como Livro das Fortalezas, uma vez que o autor não nomeou a sua obra, fazendo-a anteceder apenas por uma nota de próprio punho, que reza: Este livro he das fortalezas que sam setuadas no estremo de portugall e castella (...).
O códice contendo os dois volumes encontra-se atualmente depositado no Arquivo Nacional Torre do Tombo, em Lisboa (cota: Códices e documentos de proveniência desconhecida, n.º 159. Cota antiga: CF (casa-forte) 159). Os dois volumes, com 139 fólios no total, são atualmente denominados:
- Códice B, constituído por folhas de papel de linho, apresentando 110 plantas (plantaforma), com as dimensões de 296 x 404mm, relativas a 55 povoações na raia. Todos os desenhos compreendem notas explicativas destinadas a suprir a carência de alguns detalhes nas ilustrações.
- Códice A, constituído por grandes folhas de pergaminho com vistas panorâmicas (tirado naturall, comportando maior detalhamento), com as dimensões de 350 x 490mm. Neste códice estão compreendidas duas vilas não-fronteiriças – Barcelos e Sintra –, com uma e três vistas, respetivamente.

Os estudiosos destacam, no último códice em particular, diversos aspetos ilustrativos da vida quotidiana das povoações portuguesas à época que humanizam as imagens, tais como o homem e os jumentos em Castelo Branco; os pastores em Monsanto e Almeida; as mulheres que foram buscar água em Ouguela e Montalvão; ou ainda os enforcados em Serpa e Elvas – que, paradoxalmente, dão vida às imagens.
Para além destas figuras, o próprio Duarte de Armas e o seu criado podem ser vistos numerosas vezes ao longo da obra. Um a cavalo, o outro a pé, de chegada ou de partida, as duas figuras conferem aos desenhos grande dinamismo – veja-se, por exemplo, os casos de Olivença e de Freixo de Espada à Cinta. O autor desenhou ainda por vezes detalhes de grande beleza, como os pássaros em Penas Roias e Castro Laboreiro. Note-se também os ninhos e cegonhas nas torres de Nisa.
Um estudo detalhado da obra mostra no entanto que Duarte de Armas prestou atenção também a outros pormenores mais importantes. No rio Minho, por exemplo, podemos ver caravelas e grandes naus em Caminha, na foz do rio. Também em Vila Nova de Cerveira e em Valença se veem naus; mas em Monção, mais a montante, Duarte de Armas desenhou já apenas uma barca – indicando assim a navegabilidade do rio, e até que ponto o transporte de mercadorias seria feito por via fluvial. Do mesmo modo podemos analisar a tipologia e evolução dos diversos castelos, afinal o tema principal da obra. Para além dos comentários escritos, os próprios desenhos revelam o grande poder de observação do autor e a atenção ao essencial da sua missão: as fortalezas, isto é, as muralhas, torres albarrãs e de menagem, barbacãs, couraças, cubelos, ameias, etc.
A obra é considerada o mais vivo testemunho do debuxo, técnica de ilustração vigente à época de D. Manuel I. O autor indica, nas panorâmicas, os percursos entre cada povoação com as distâncias, principais acessos, estado dos caminhos, conformação do terreno, cursos de água e navegabilidade, pontes, fontes, poços, culturas e pomares, edifícios militares, religiosos e civis e outros, em alguns casos até mesmo da povoação castelhana vizinha. O mesmo se repete em relação às plantas, onde se indicam as dimensões, tipos e estado das defesas, altura e espessura dos muros, distância entre torres e cubelos, finalidade dos compartimentos, acessos e outros.
Com relação aos instrumentos utilizados pelo profissional, o trabalho ilustra o emprego da lança (que à época substituía a vara medieval), do cordel e da bússola.
Para cada castelo, Duarte de Armas traçou a planta e duas panorâmicas desde sítios diferentes de modo a complementarem-se. Esses desenhos são hoje documentos iconográficos imprescindíveis para os seus estudos e até para se conjeturar sobre como seriam os castelos no princípio do séc. XVI e mesmo à data das suas construções. Dos três desenhos, a planta do castelo é o mais importante por nos permitir estudar a composição do castelo e a sua estrutura, ou seja, a forma como se encontrava compartimentado, a ligação de uns compartimentos com outros e observar melhor o papel dos torreões na defesa.

## Lista de castelos conexos à obra
Exceto quando notado, o Livro das Fortalezas contém duas vistas e uma planta de todos os seguintes castelos e lugares raianos. A ordem dada é a que aparece na obra, que ilustra o percurso do autor durante a sua viagem de estudo em 1509.
- Castelo de Castro Marim
- Castelo de Alcoutim
- Castelo de Mértola
- Castelo de Serpa
- Castelo de Moura
- Castelo de Noudar
- Castelo de Mourão
- Castelo de Monsaraz
- Castelo de Terena
- Castelo do Alandroal
- Castelo de Juromenha
- Castelo de Olivença
- Castelo de Elvas
- Castelo de Campo Maior
- Castelo de Ouguela
- Castelo de Arronches
- Castelo de Monforte
- Castelo de Assumar - sem planta
- Castelo de Alpalhão
- Castelo de Castelo de Vide

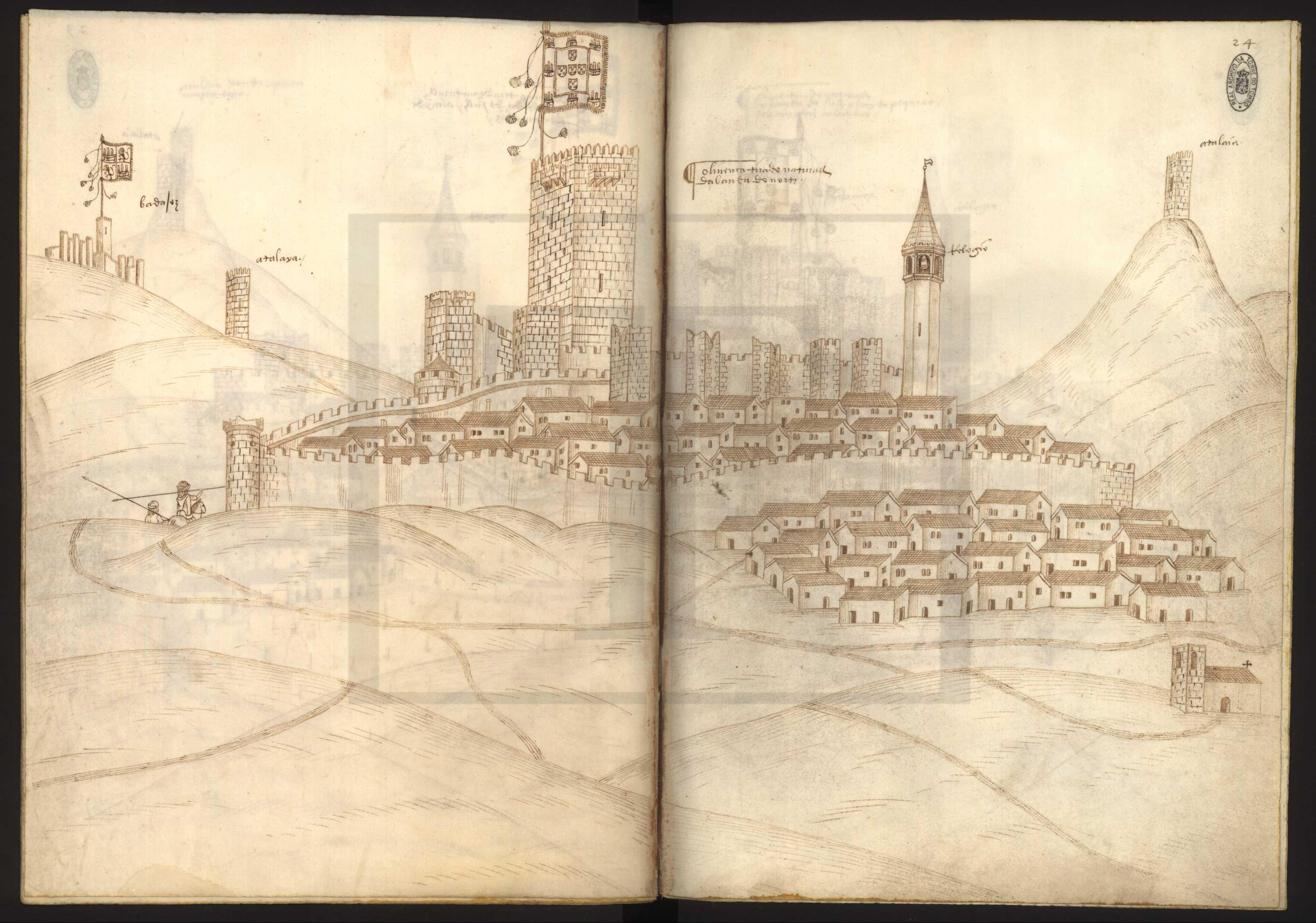
Olivença, com Badajoz ao longe

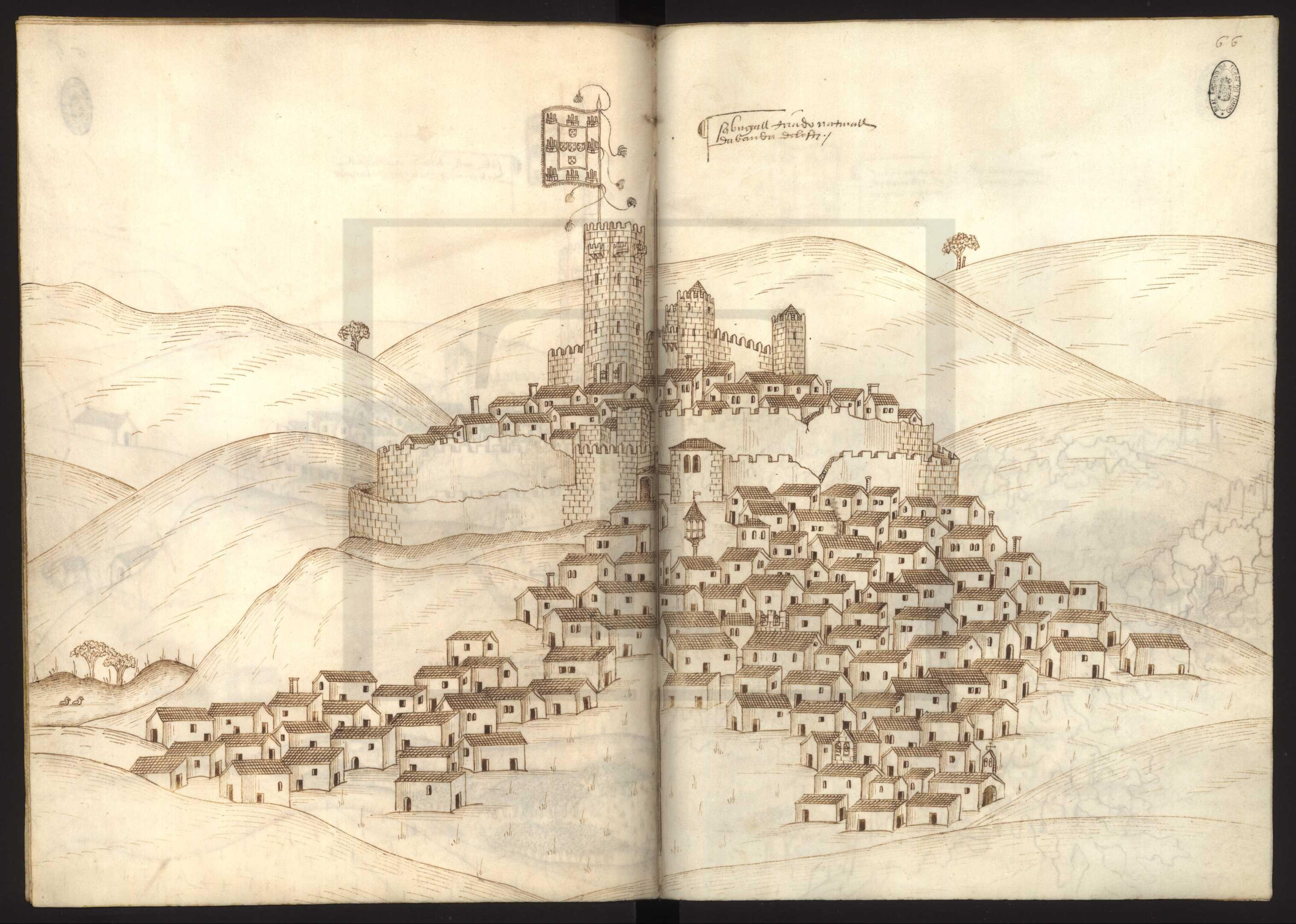
Sabugal

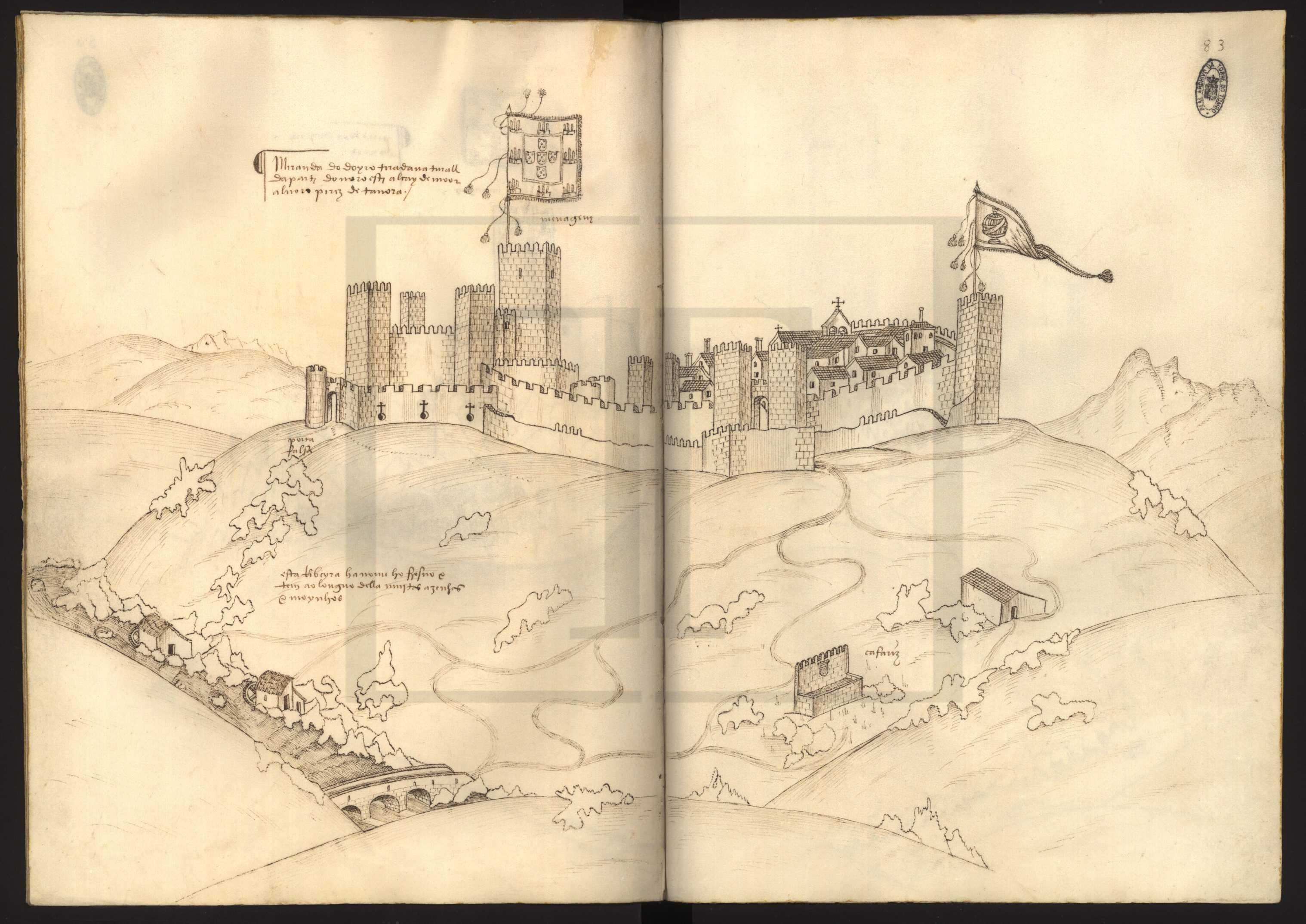
Miranda do Douro

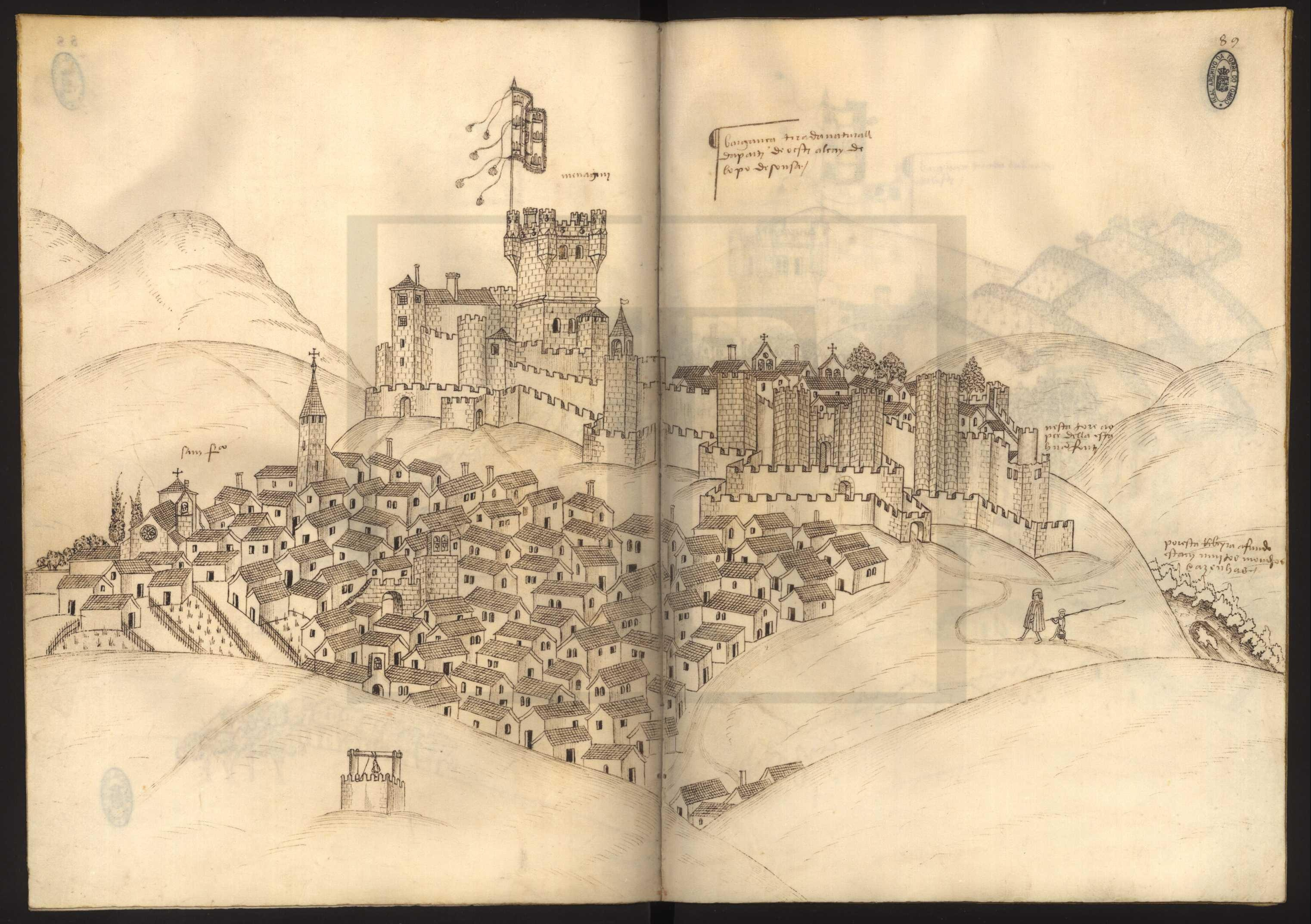
Bragança

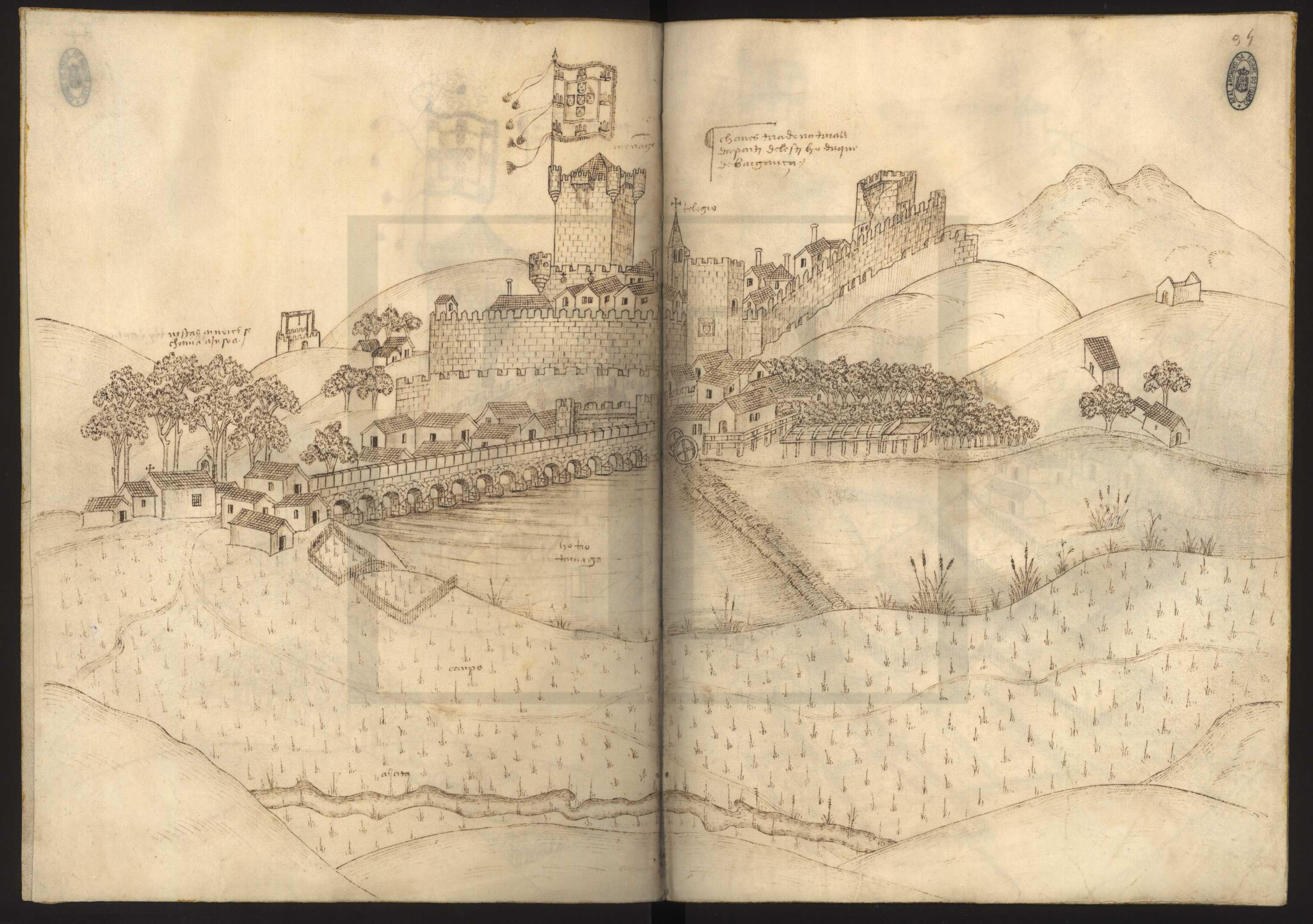
Chaves

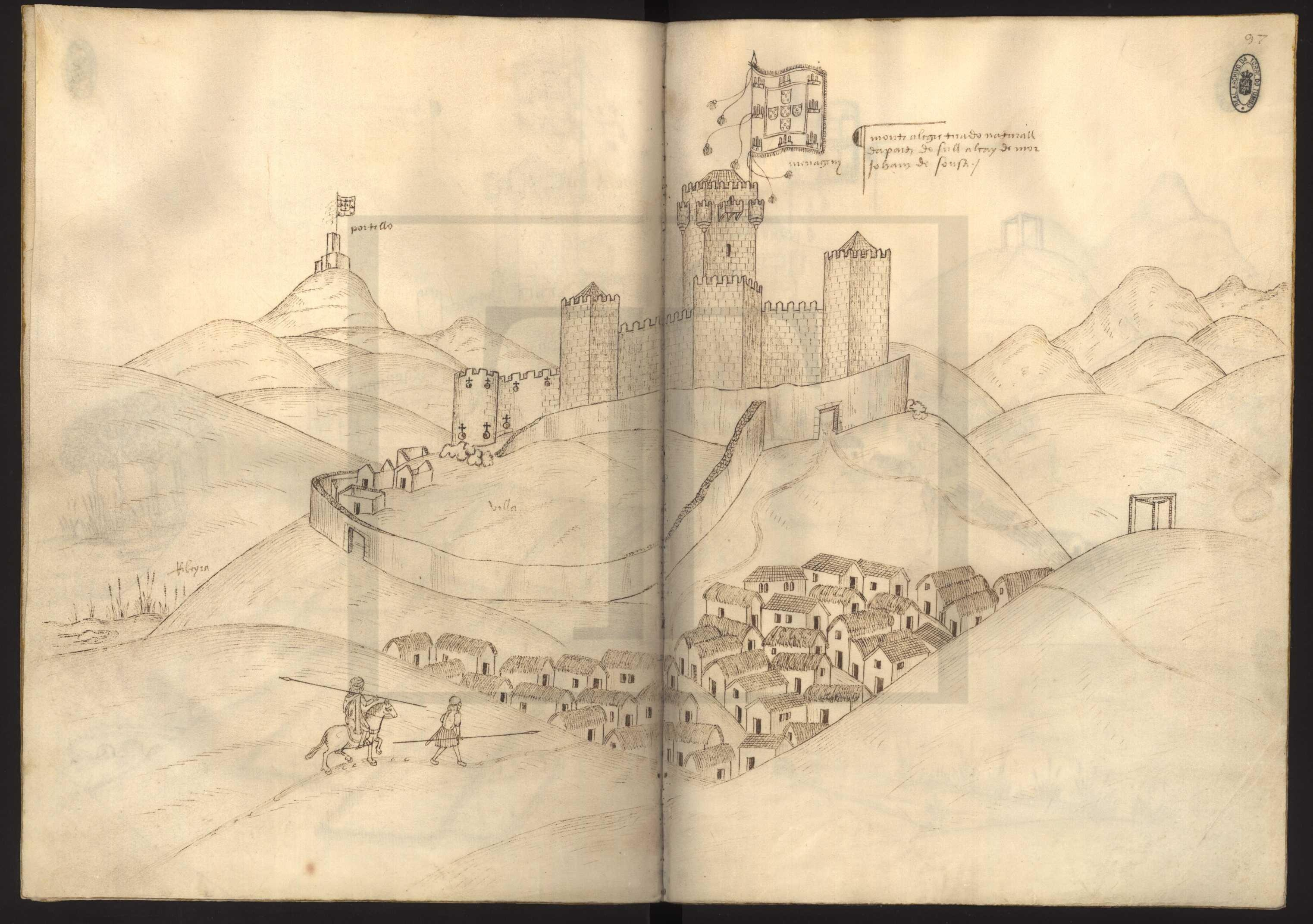
Montalegre

- (Castelo de Marvão - não chegou a ser visitado)
- (Castelo de Portalegre - não chegou a ser visitado)
- (Castelo de Alegrete - não chegou a ser visitado)
- Castelo de Nisa
- Castelo de Montalvão - sem planta
- Castelo de Castelo Branco
- Castelo de Idanha-a-Nova
- Castelo de Segura
- Castelo de Salvaterra
- Castelo de Penha Garcia
- Castelo de Monsanto
- Castelo de Penamacor
- Castelo de Sabugal
- Castelo de Vilar Maior
- Castelo de Castelo Mendo
- Castelo de Castelo Bom
- Castelo de Almeida
- Castelo de Castelo Rodrigo
- Castelo de Freixo de Espada à Cinta
- Castelo de Mogadouro
- Castelo de Penas Roias
- Castelo de Miranda do Douro
- Castelo de Vimioso
- Castelo de Outeiro
- Castelo de Bragança
- Castelo de Vinhais
- Castelo de Monforte
- Castelo de Chaves
- Castelo de Montalegre
- Castelo de Portelo
- Castelo de Piconha
- Castelo de Castro Laboreiro
- Castelo de Melgaço
- Castelo de Monção
- Castelo de Lapela
- Castelo de Valença - sem planta
- Castelo de Vila Nova de Cerveira - sem planta
- Castelo de Caminha
- Castelo de Barcelos - uma vista; não se encontra na fronteira
- Castelo de Sintra - três vistas, sem planta; não se encontra na fronteira

Todas as fortificações ilustradas na obra são representadas com a bandeira de Portugal arvorada na respetiva torre mais alta. Almeida, Miranda do Douro e Lapela são as únicas fortificações que, para além da Bandeira de Portugal, ostentam também bandeiras ou estandartes pessoais de D. Manuel I, com a esfera armilar e a cruz da Ordem de Cristo.

## Galeria

### Livro das Fortalezas,Torre do Tombo,Lisboa

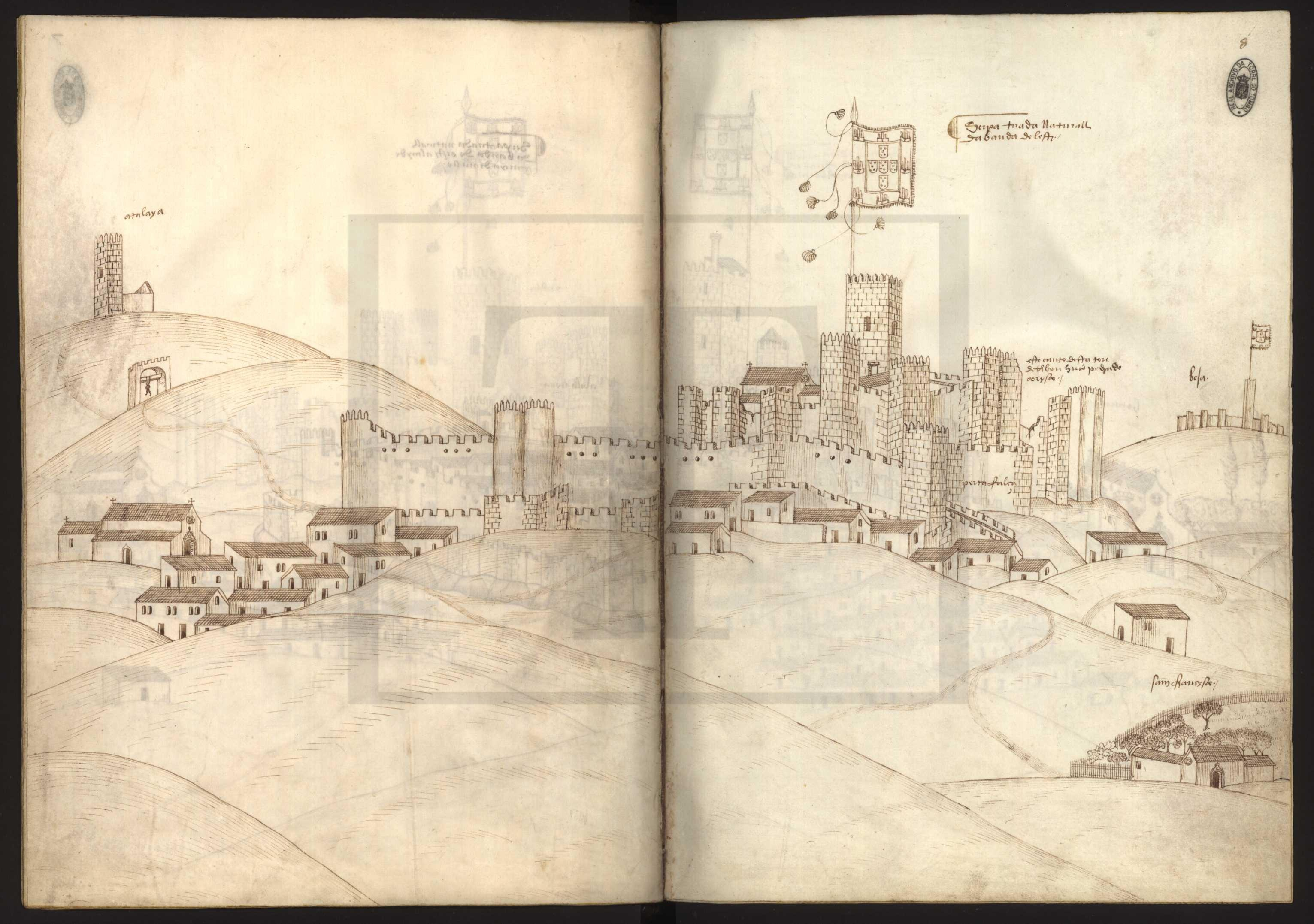
Serpa. Note-se o enforcado
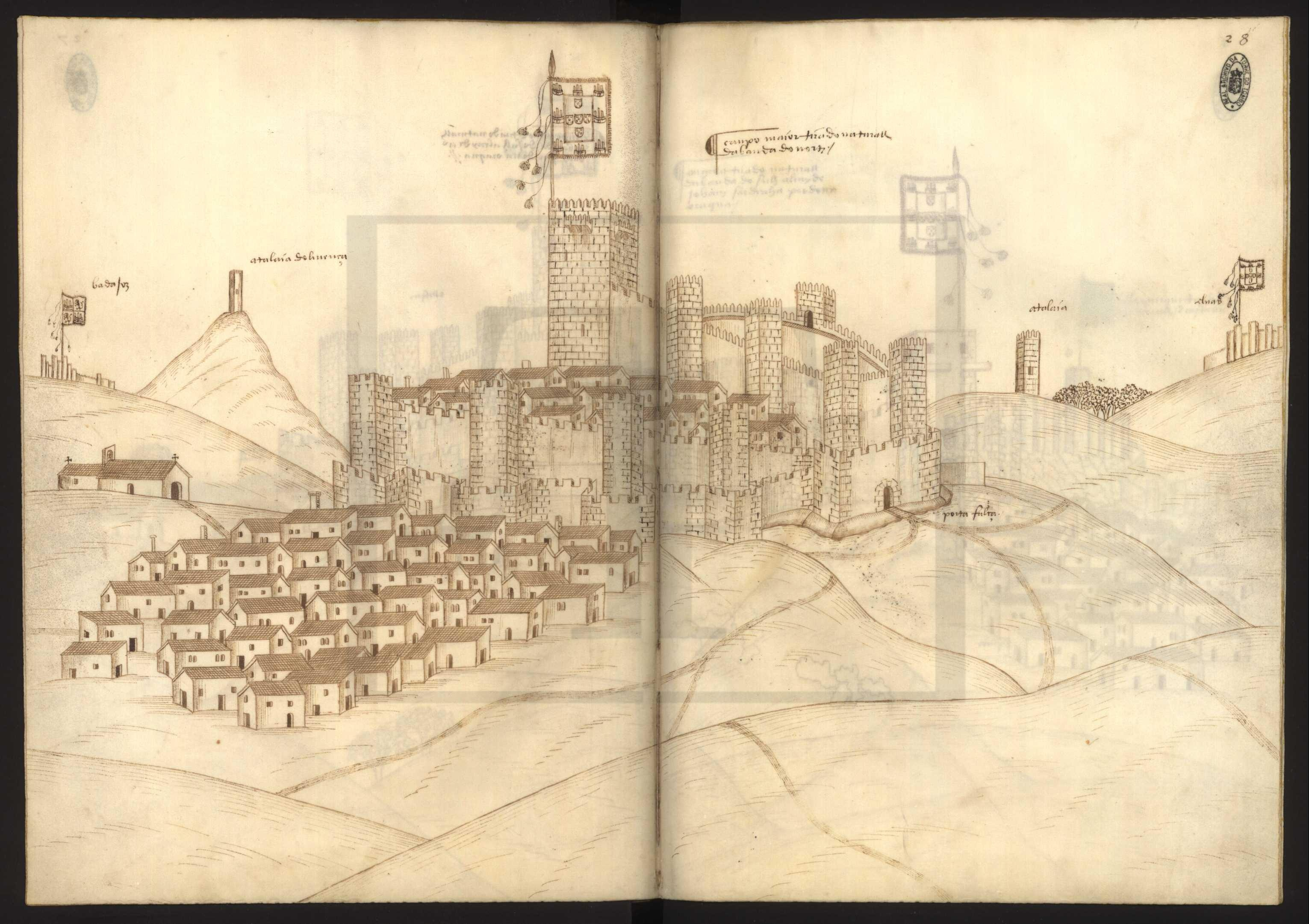
Campo Maior, e Badajoz ao longe
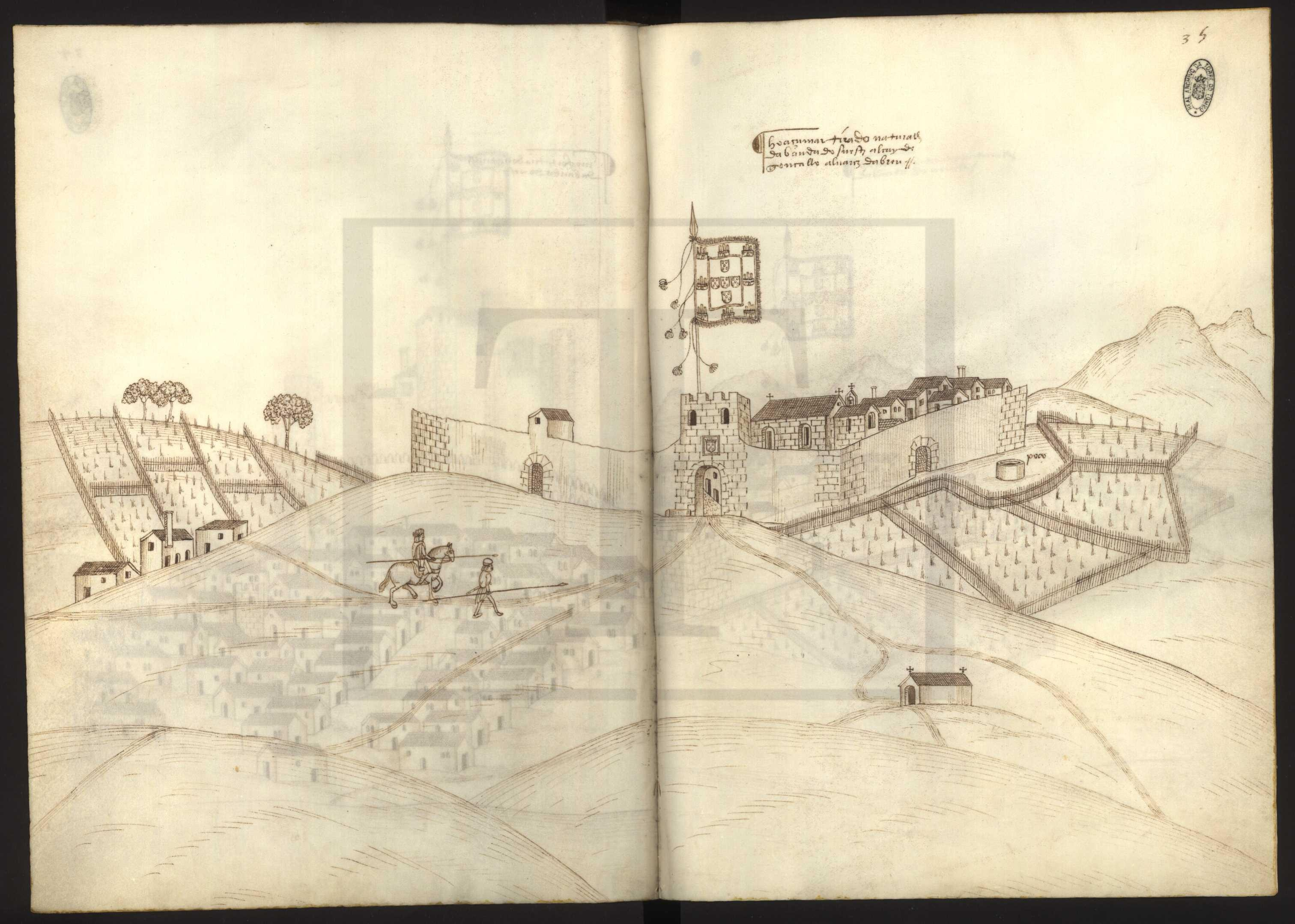
Assumar e a sua modesta muralha
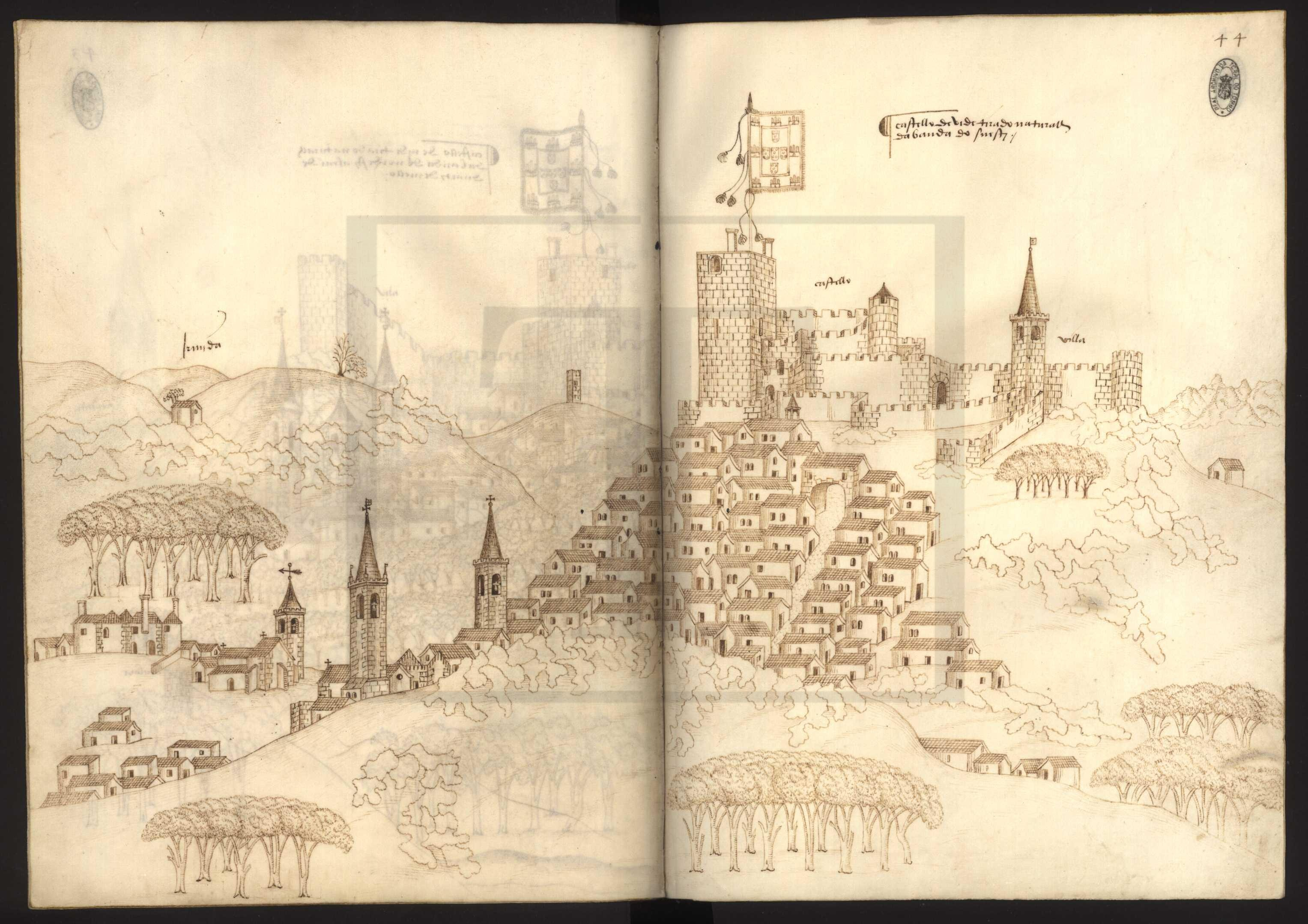
Castelo de Vide, a subir a encosta
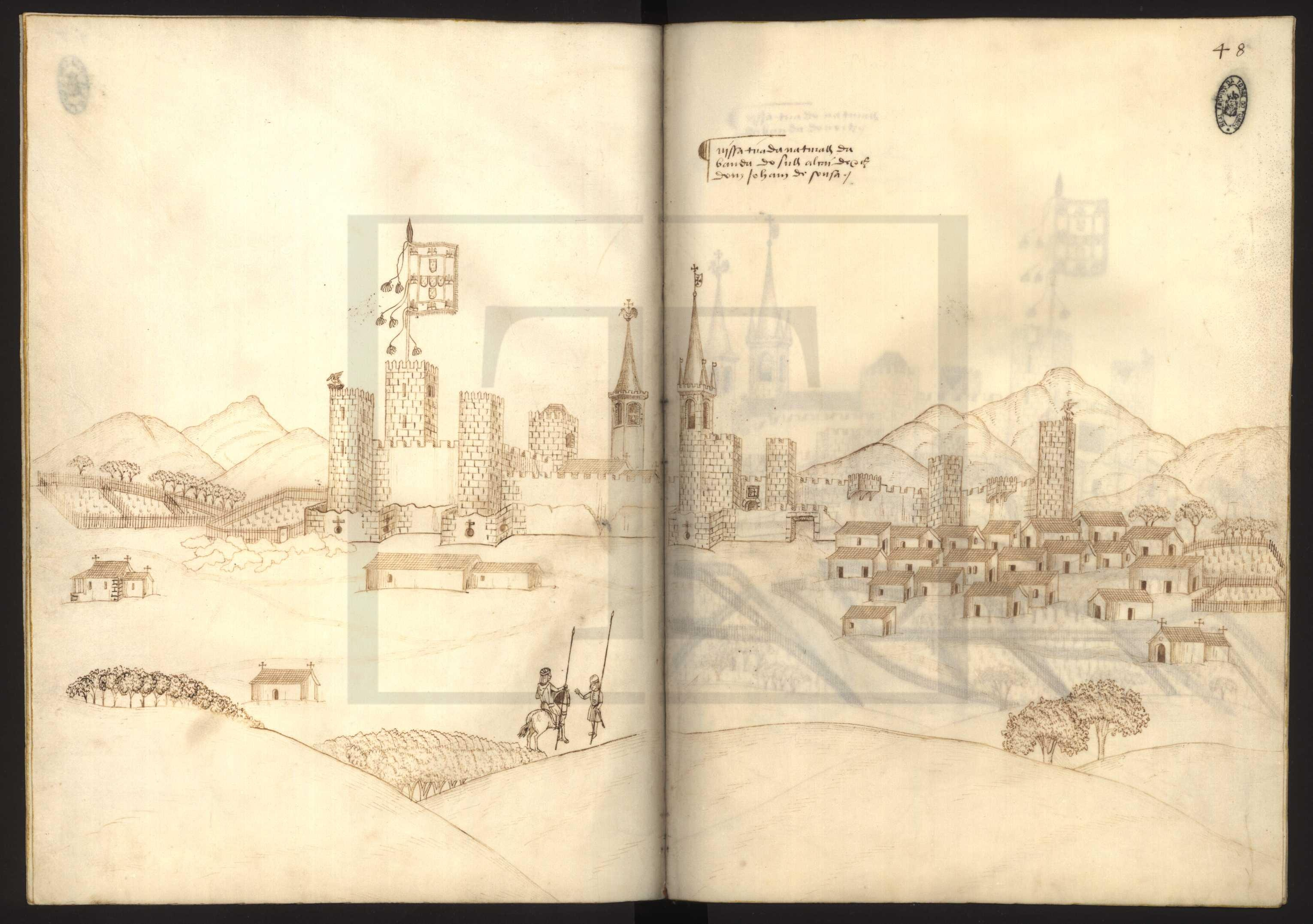
Nisa. Note-se os ninhos de cegonhas nas torres
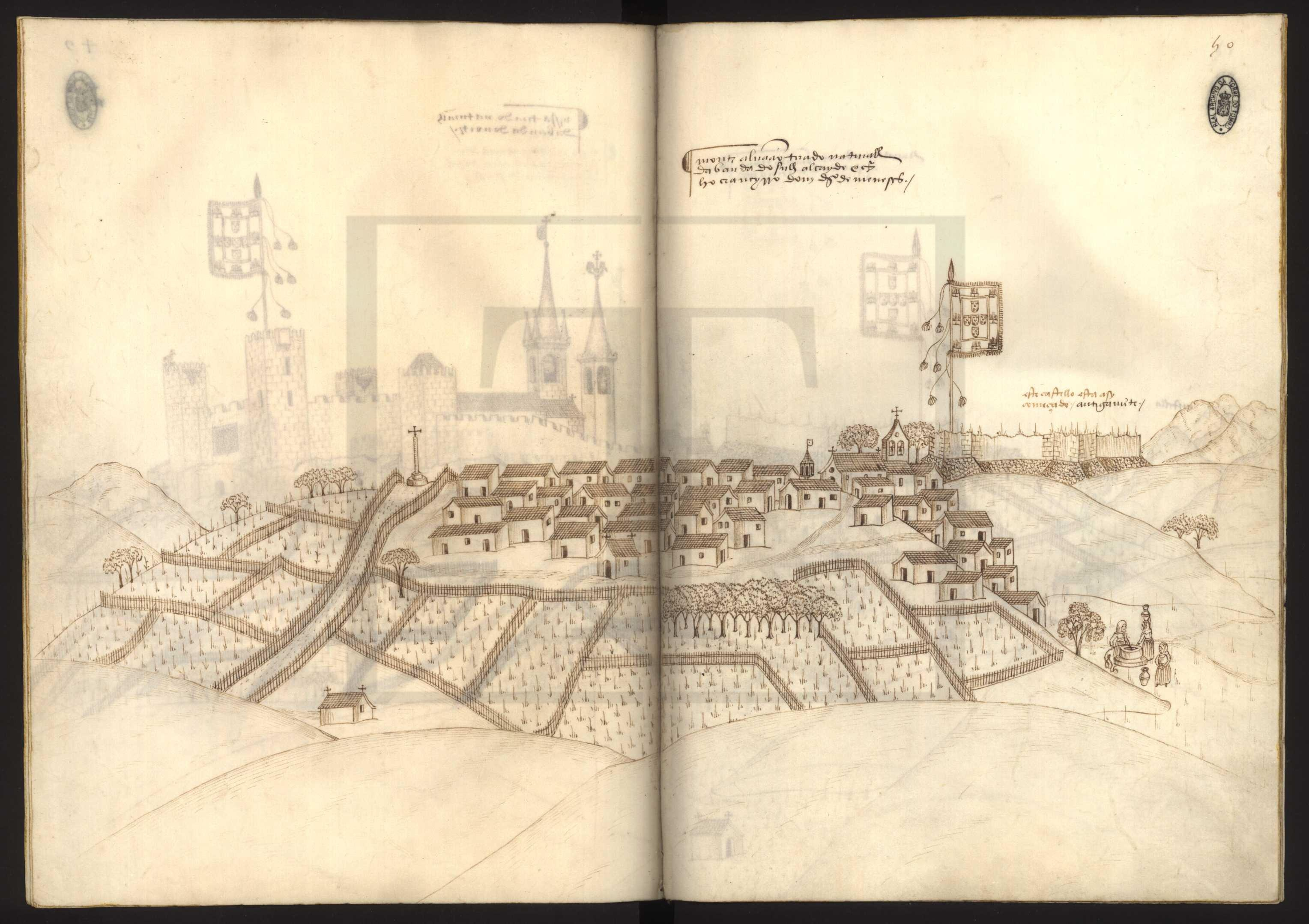
Montalvão. Ruínas do castelo, e mulheres ao redor do poço
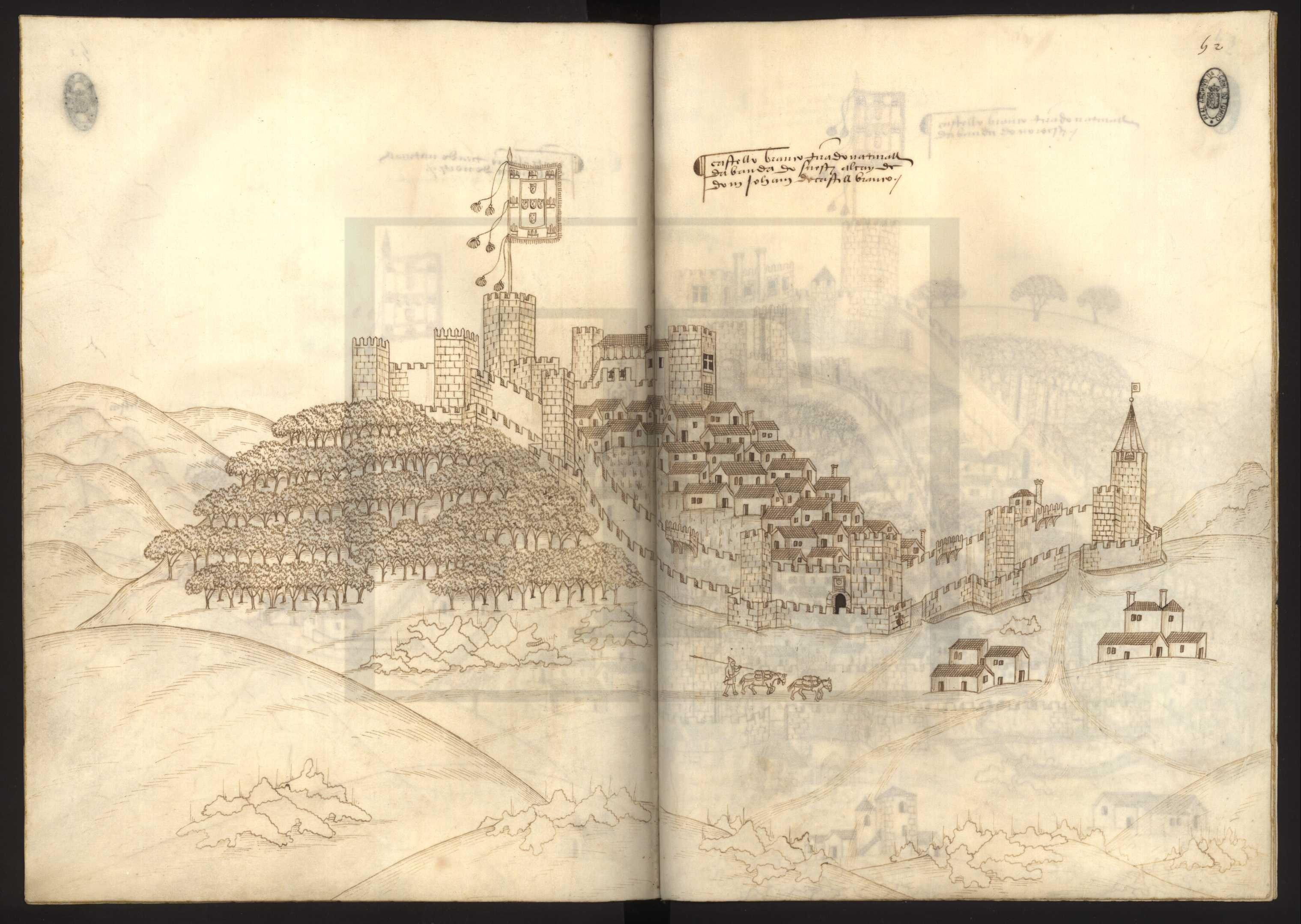
Castelo Branco, com um homem e dois jumentos a passar
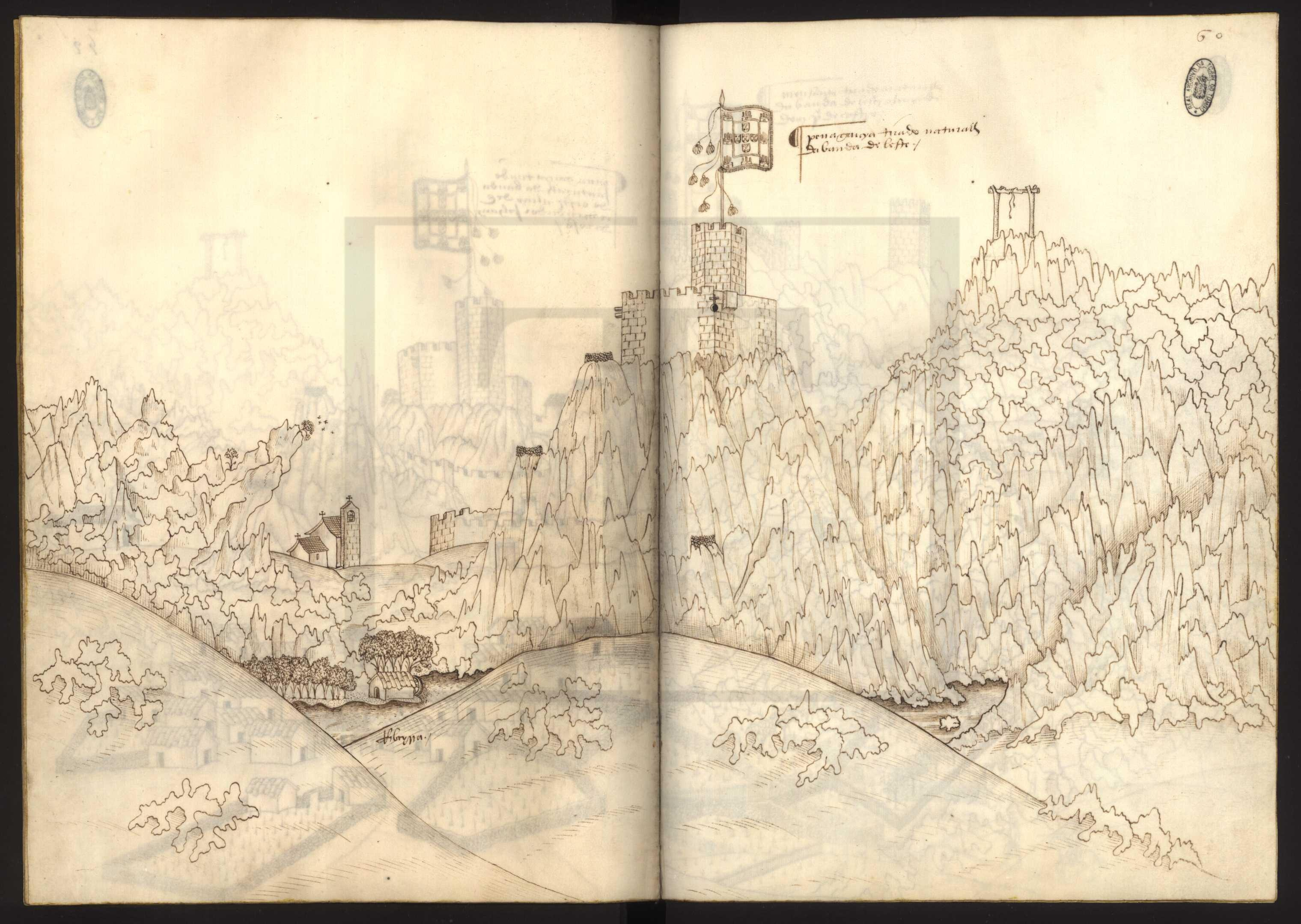
Penas Roias. Note-se os pássaros, ao longe
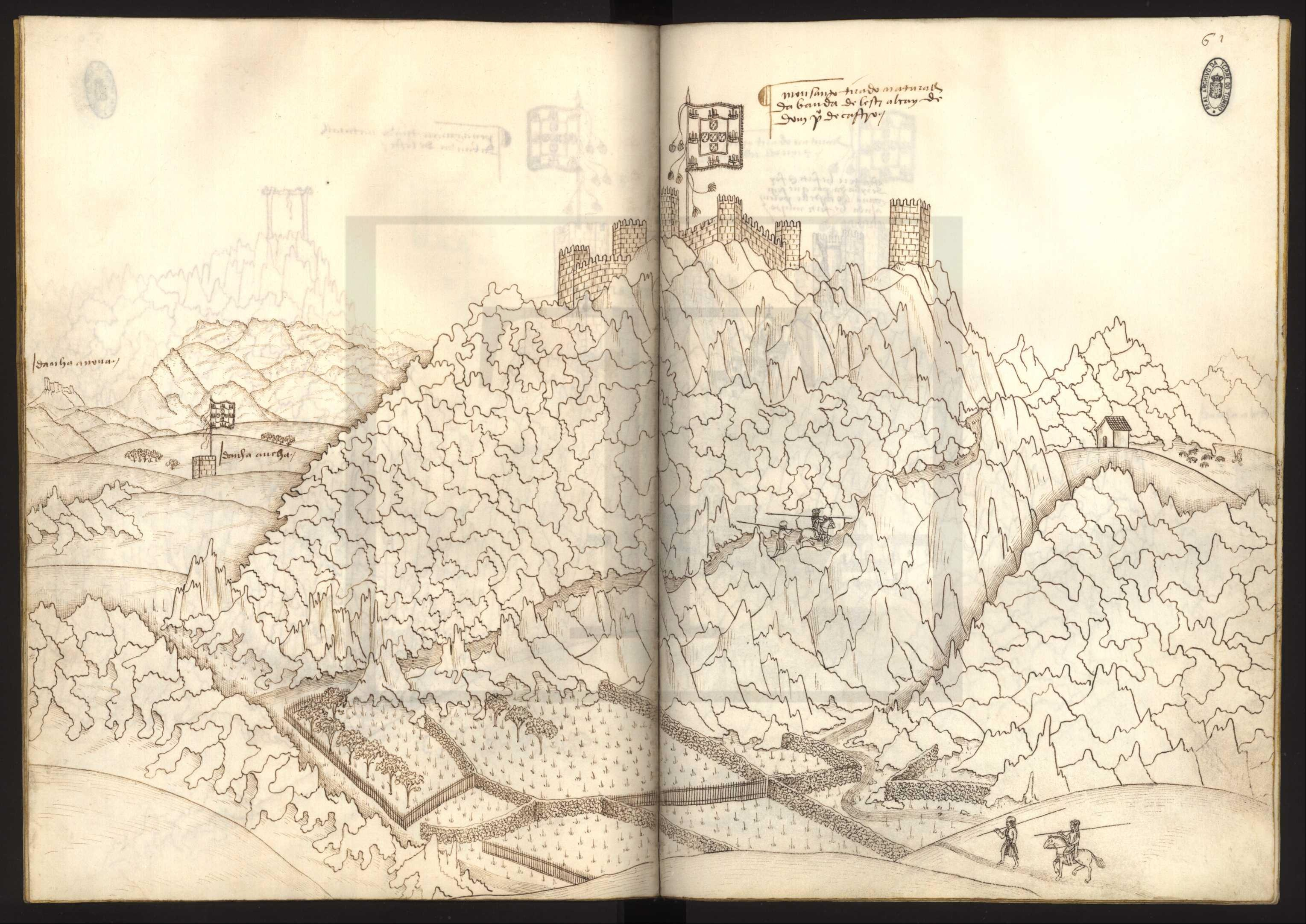
Monsanto. Subida da montanha, com um pastor e o seu rebanho ao longe
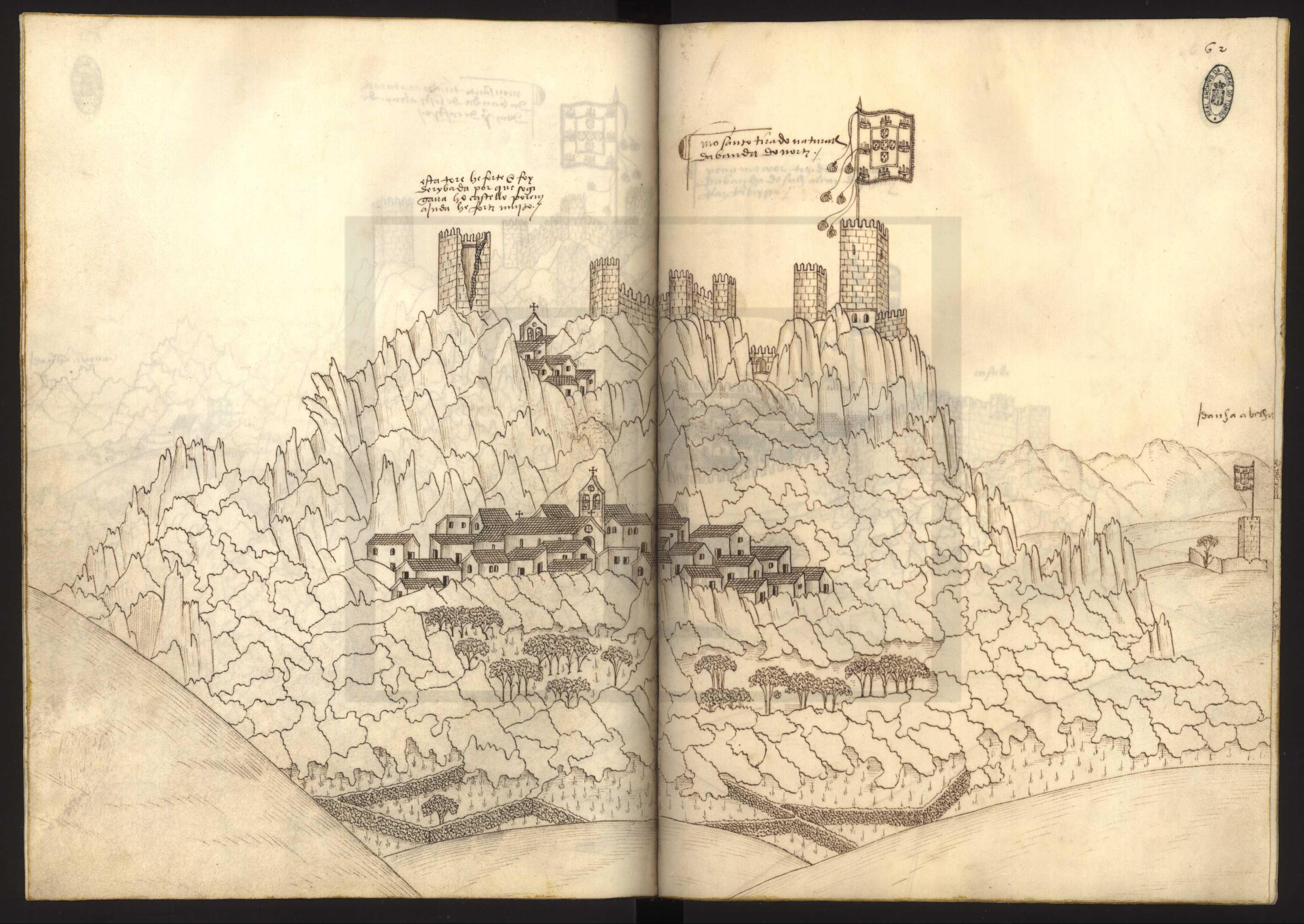
Monsanto, "tirado naturall da banda do norte"
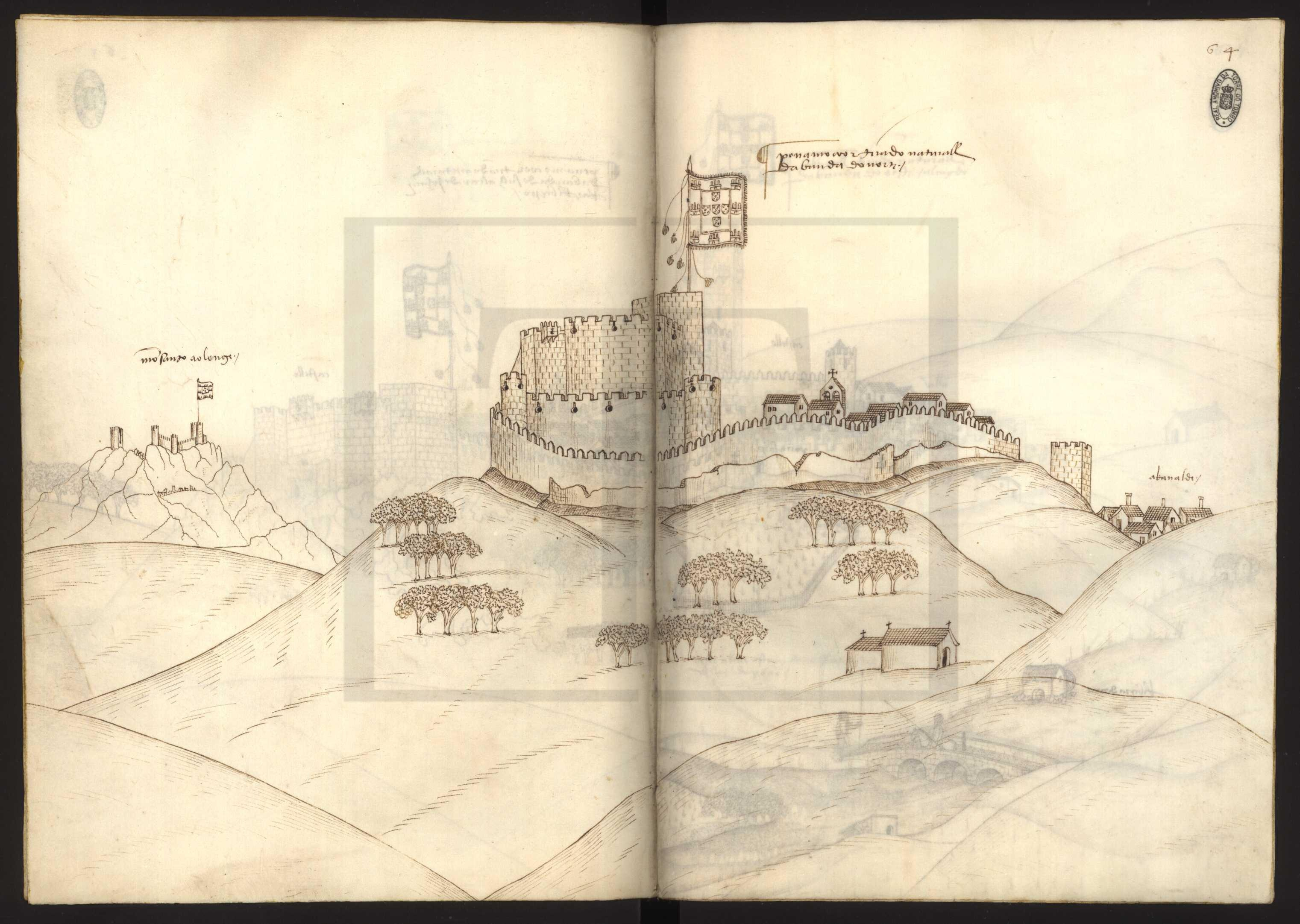
Penamacor, e "Monsanto ao longe"
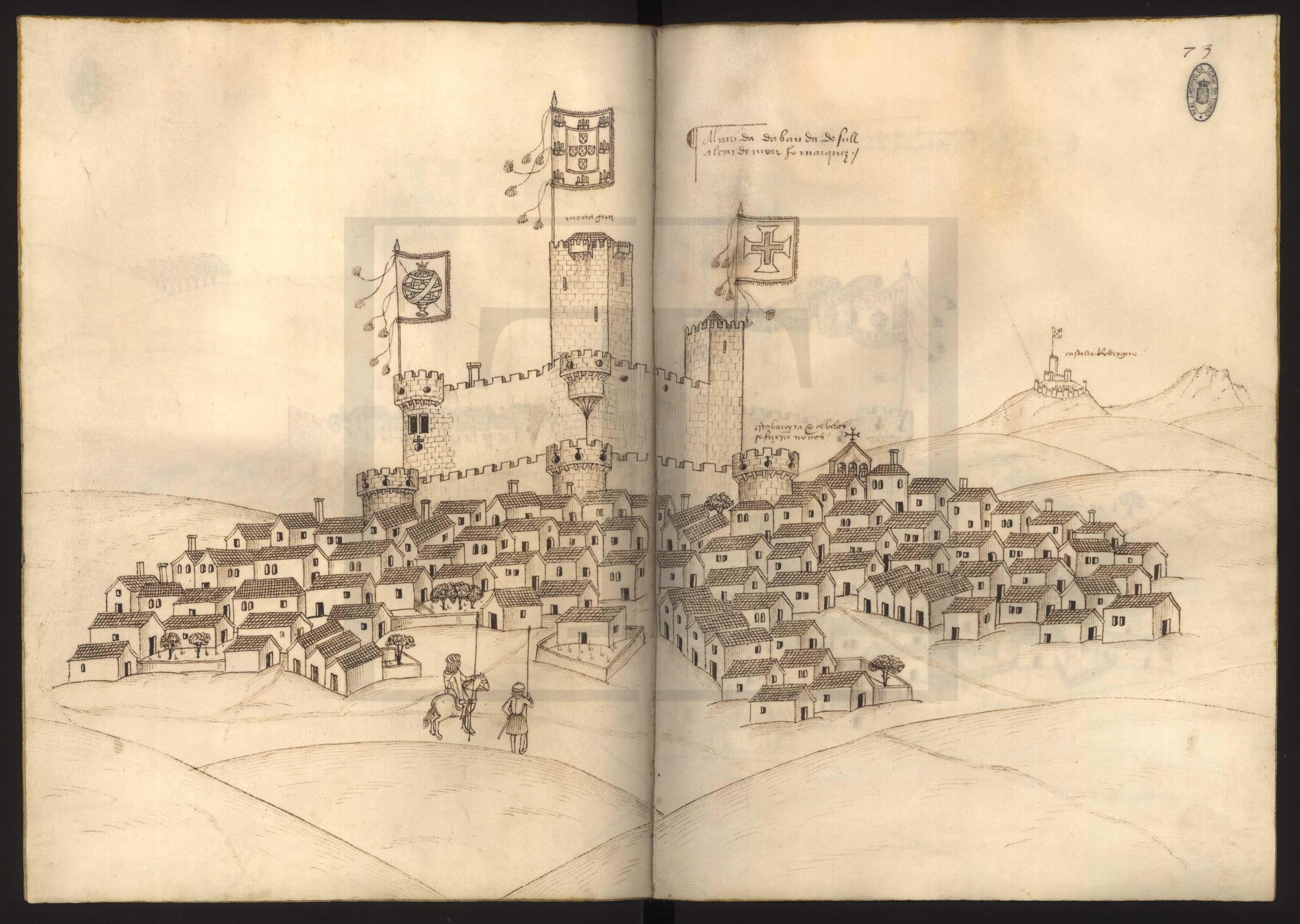
Almeida. Note-se, para além da usual bandeira de Portugal, as bandeiras pessoais de D. Manuel I, uma com a cruz de Cristo e a outra com a esfera armilar
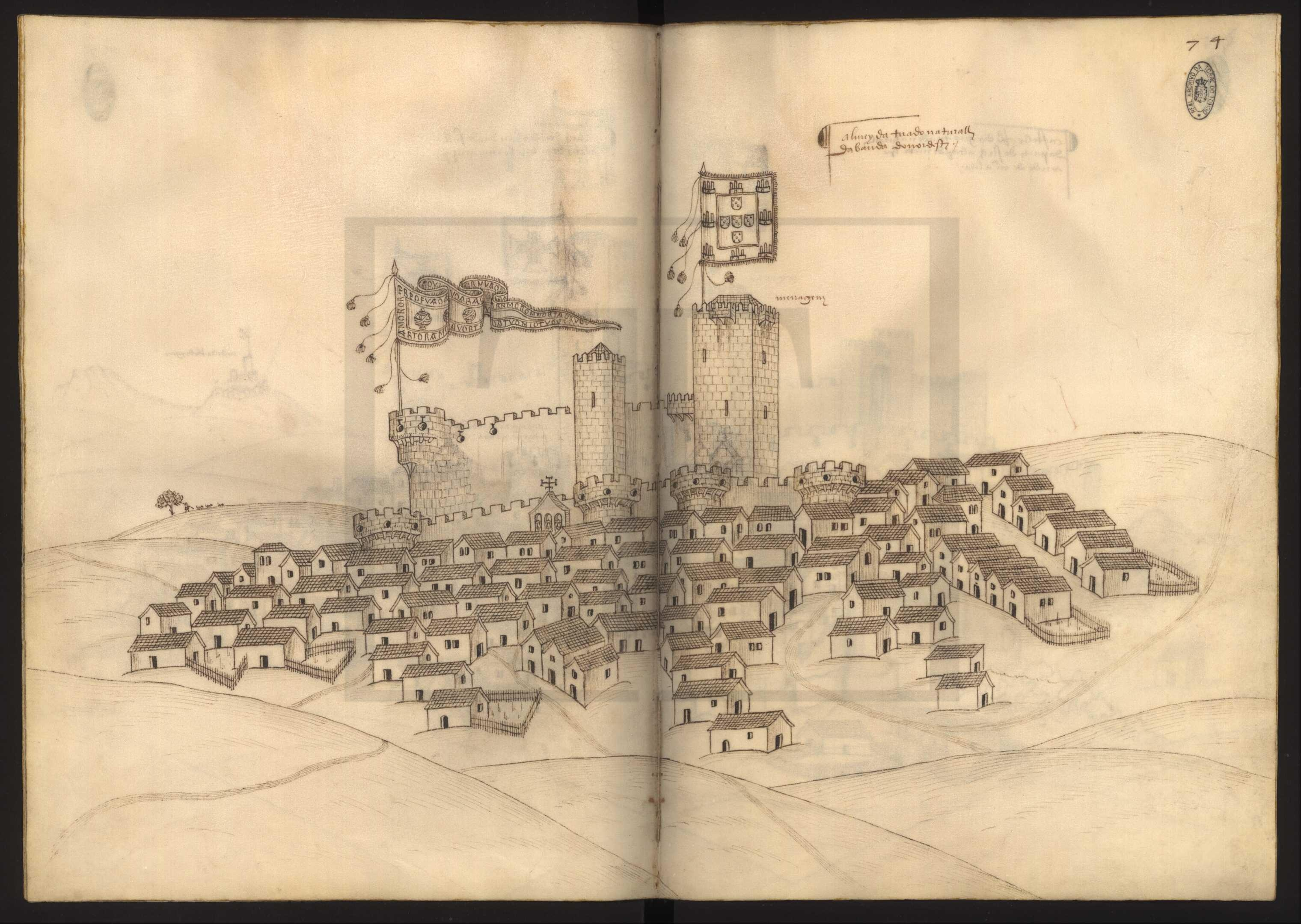
Almeida, com um pastor e ovelhas ao longe. Note-se também o longo estandarte triangular com as esferas armilares de D. Manuel I
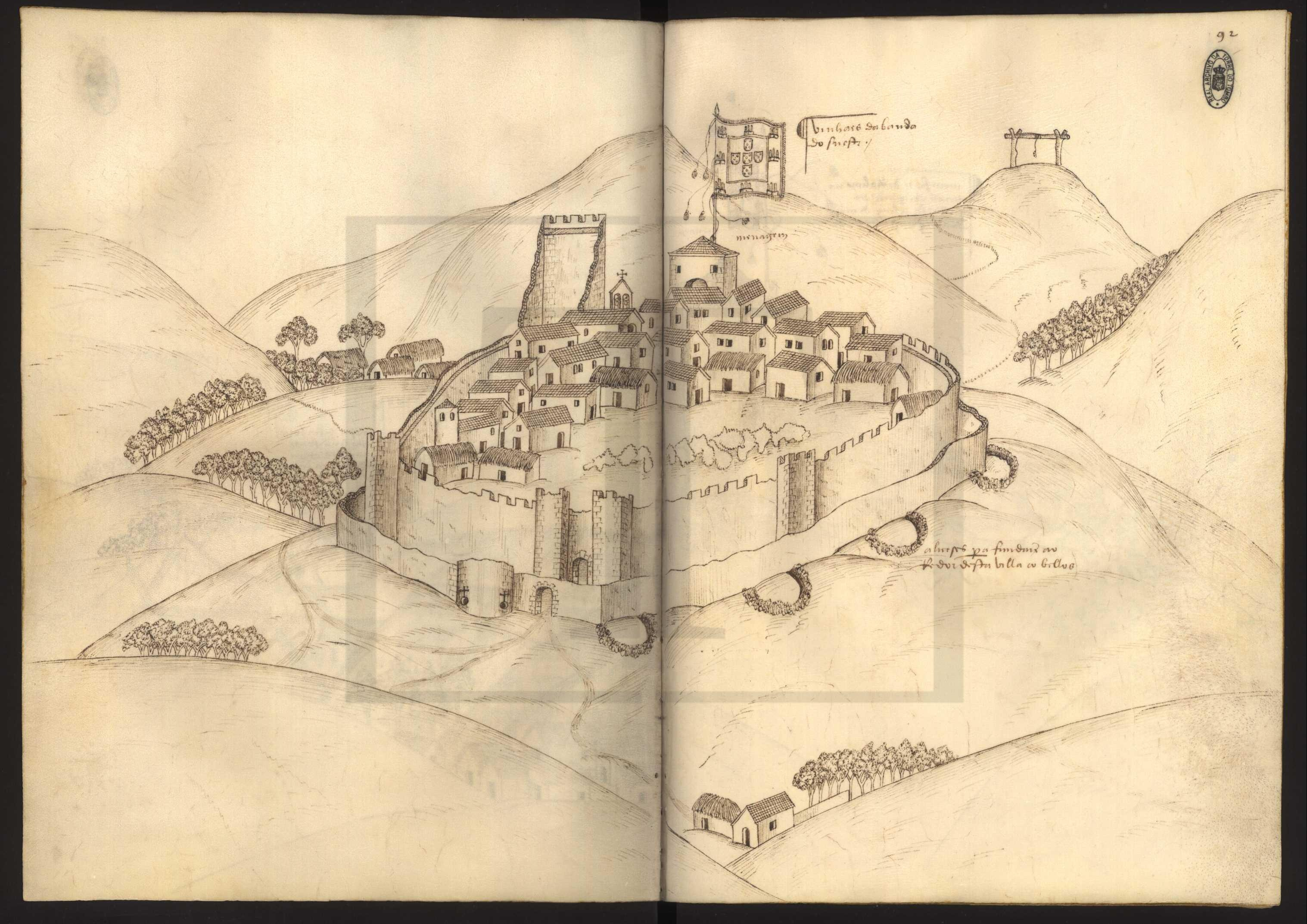
Vinhais, com vestígios de cubelos na muralha
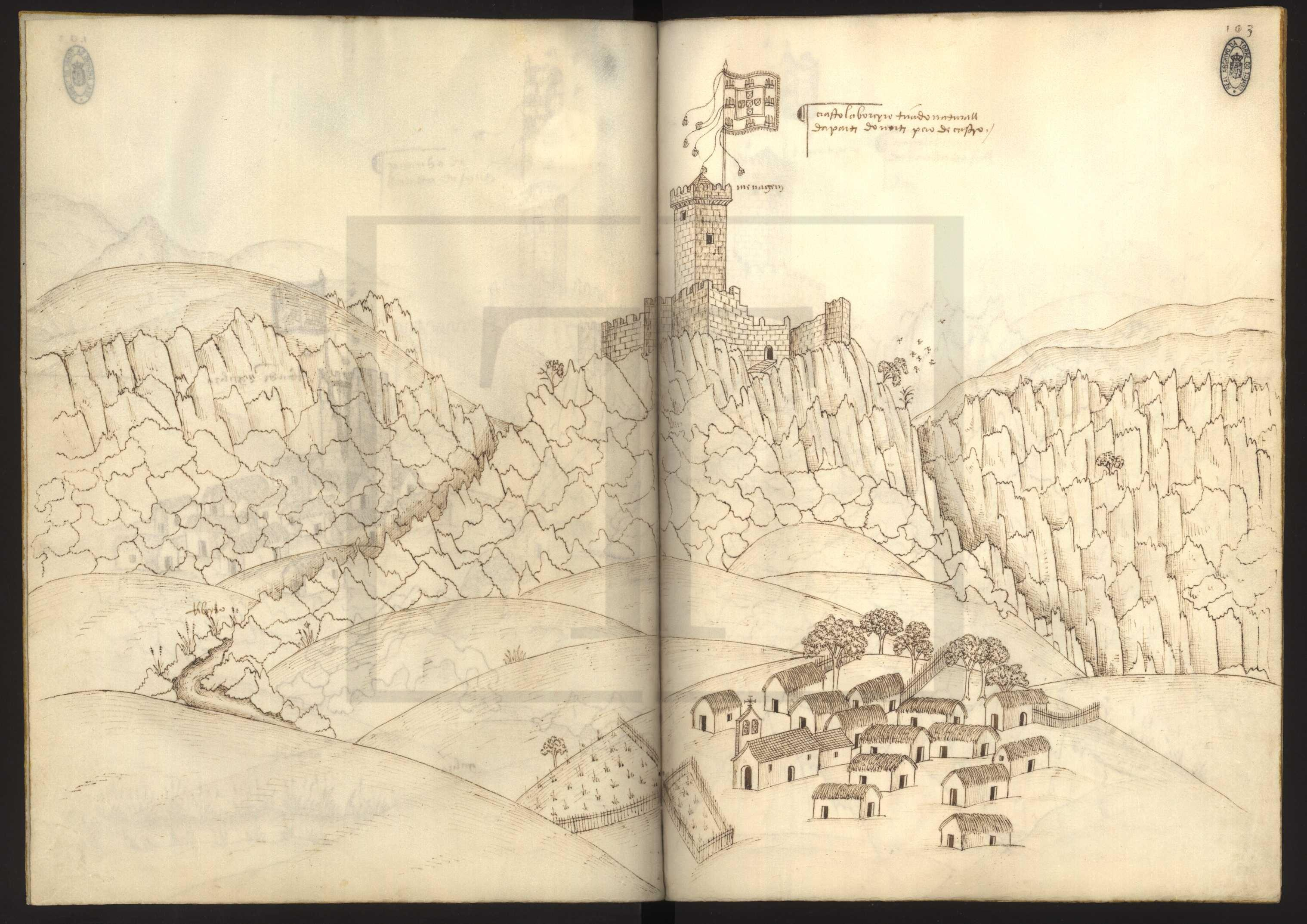
Castro Laboreiro, nas alturas
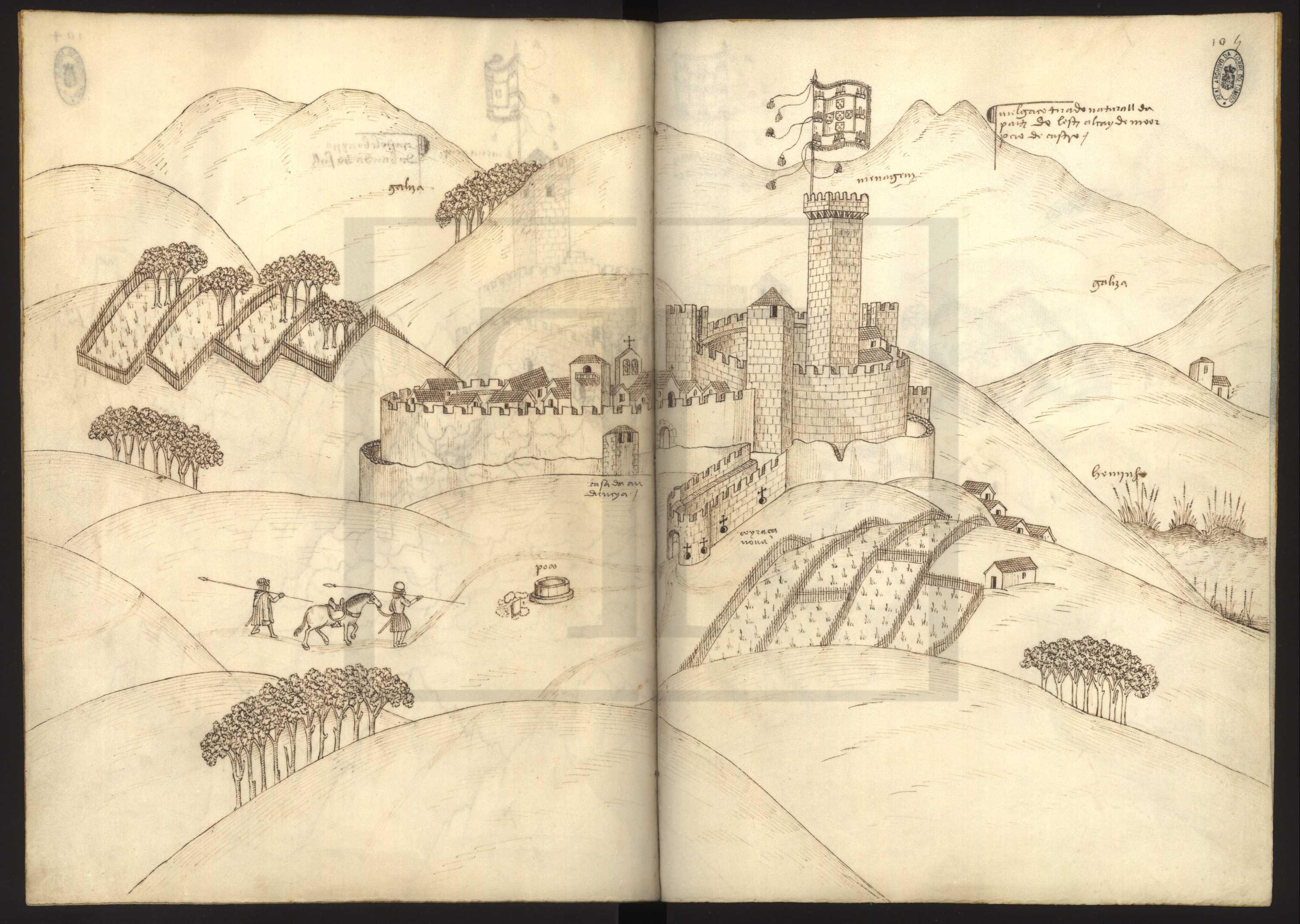
Melgaço. Duarte de armas e o seu criado ambos a pé
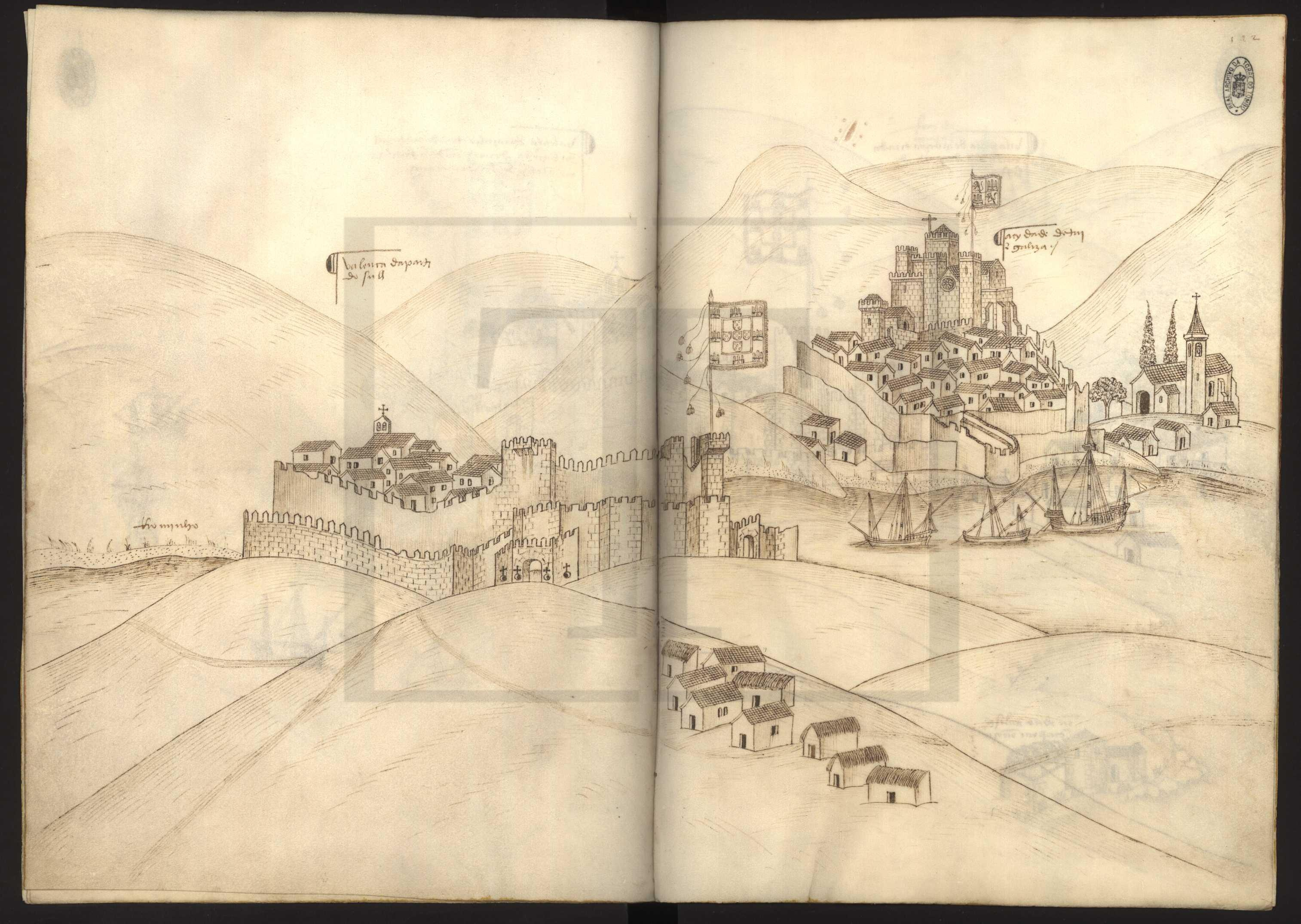
Valença, e Tui na Galiza
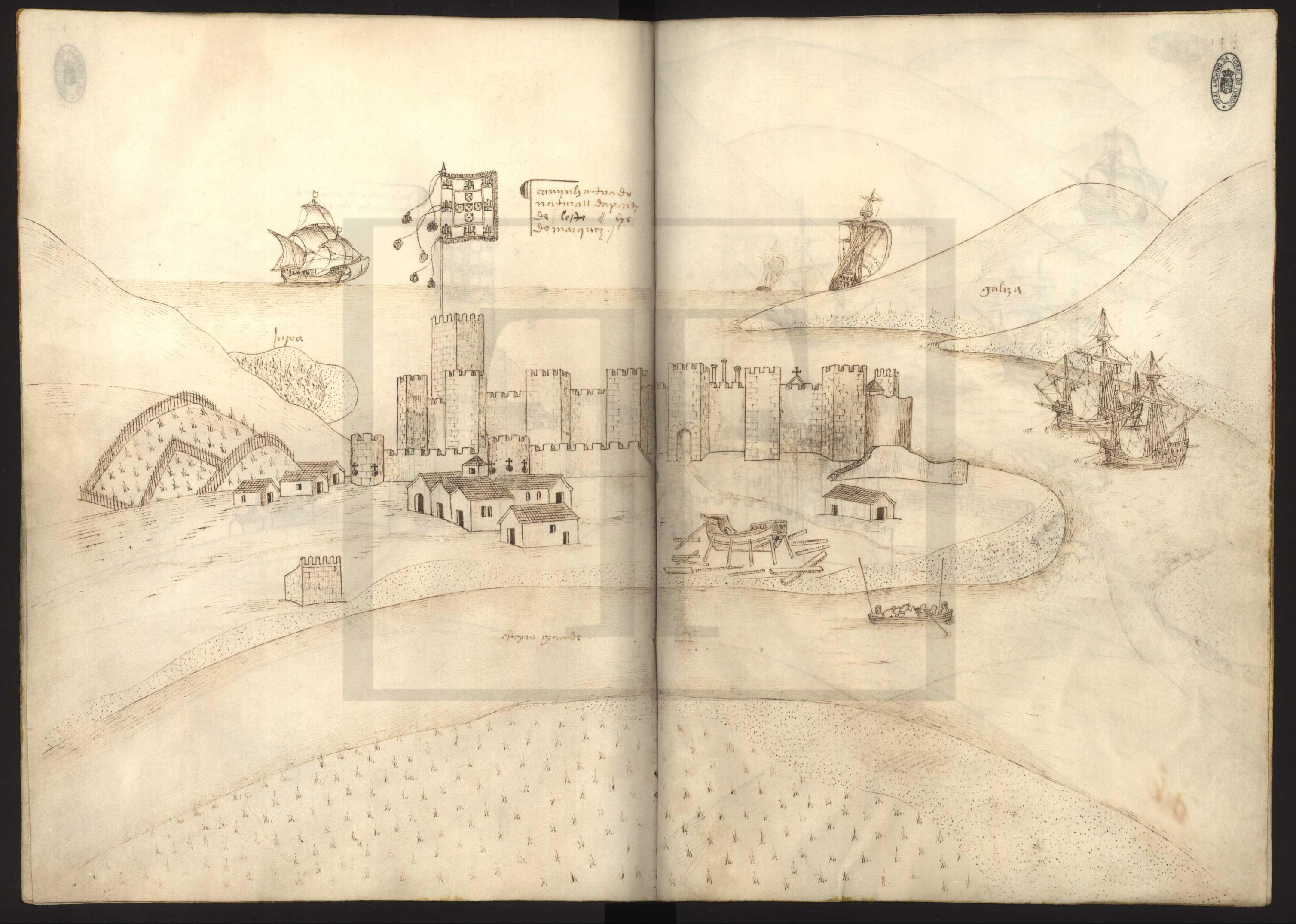
Caminha, na foz do Minho. Note-se as naus a navegar, fundeadas e em construção
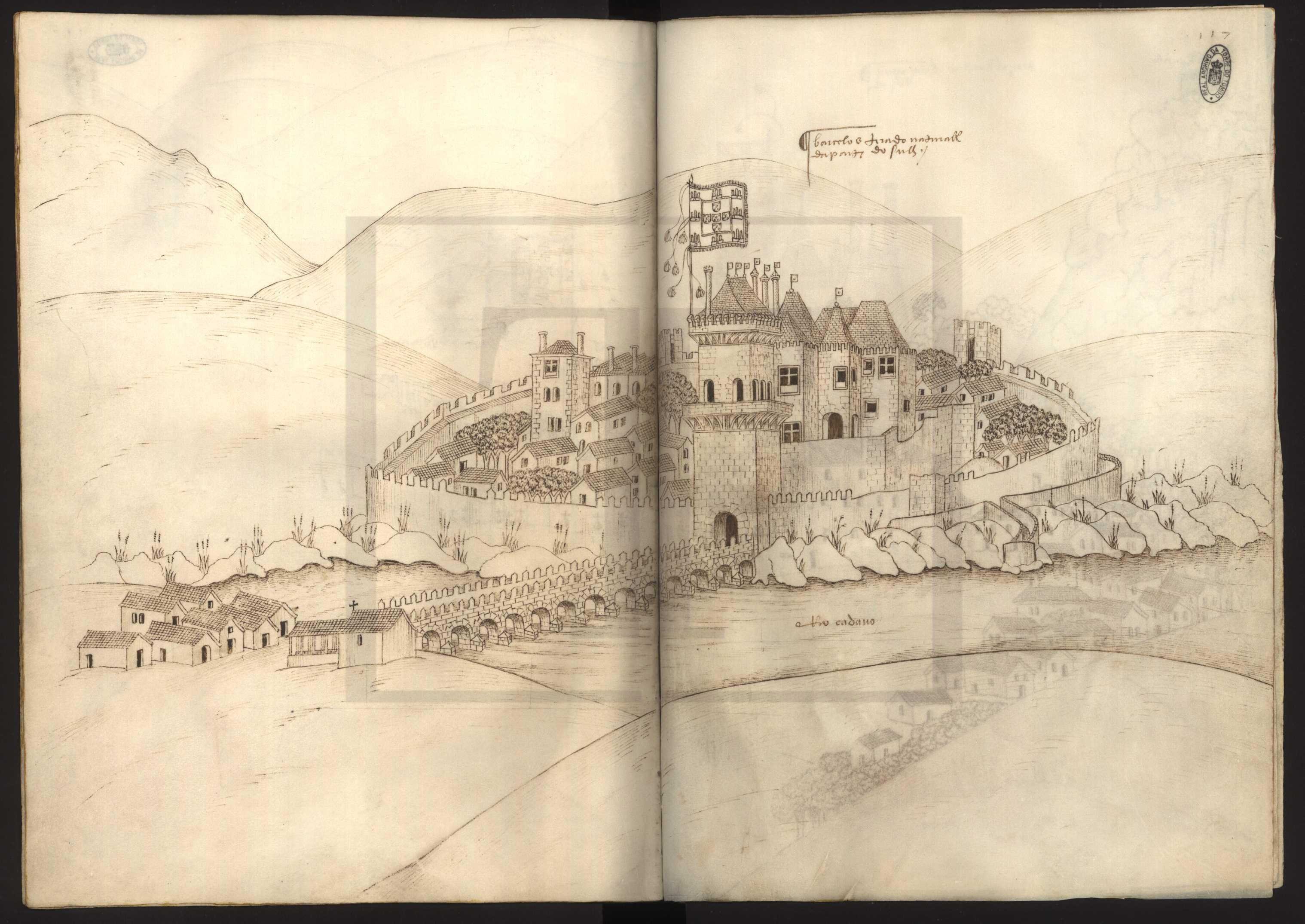
Barcelos
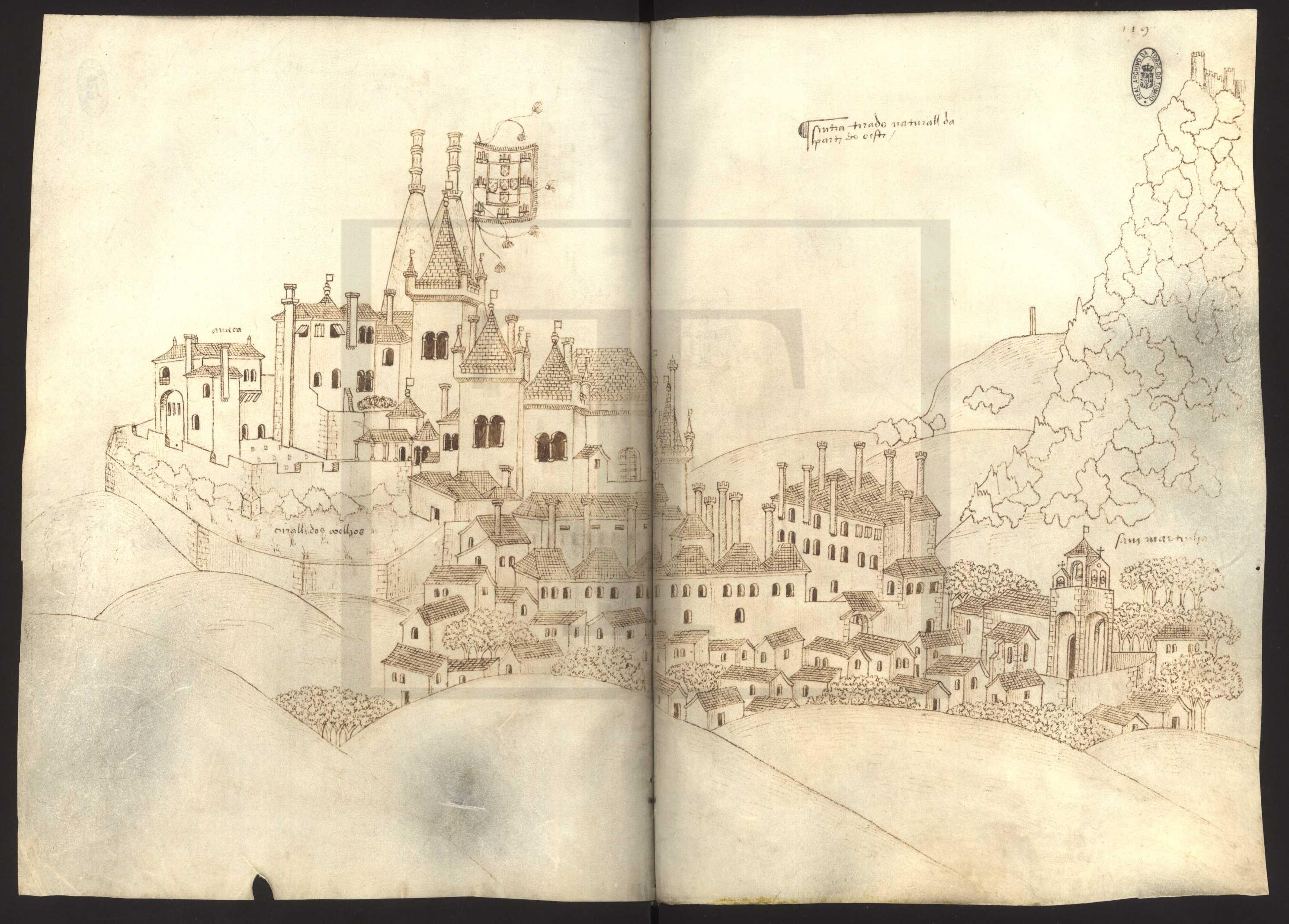
Sintra